# الطاقة الشمسية حسب البلد
وصلت السعة الكلية للطاقة الشمسية حول العالم في عام 2013 إلى 142 جيجاوات.

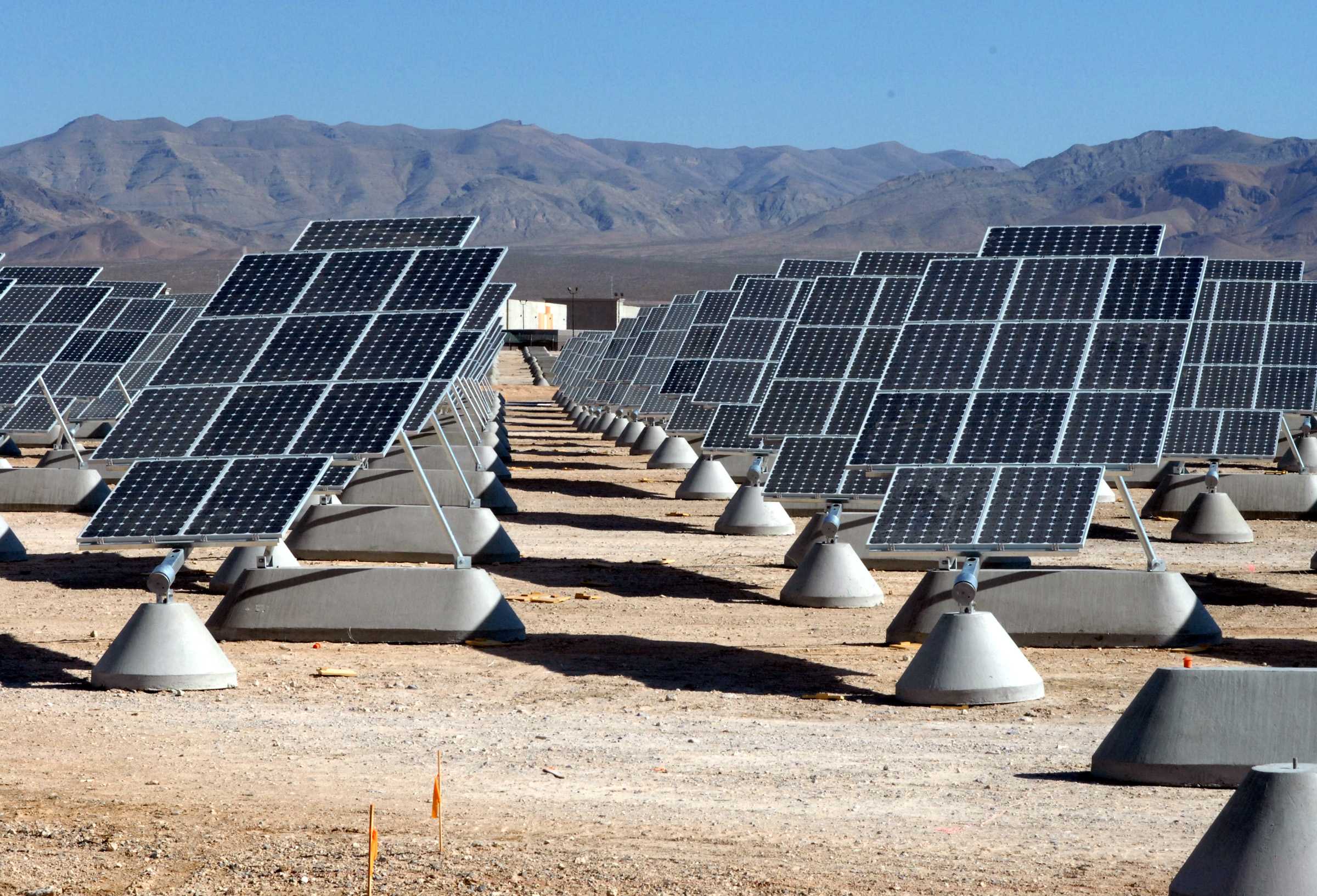
مصفوف ألواح ضوئية جهدية محطة نيلس لتوليد الطاقة الشمسية في قاعدة نيلس للقوات الجوية، مقاطعة كلارك، ولاية نيفادا، الولايات المتحدة، بسعة تتجاوز 14 ميجاوات

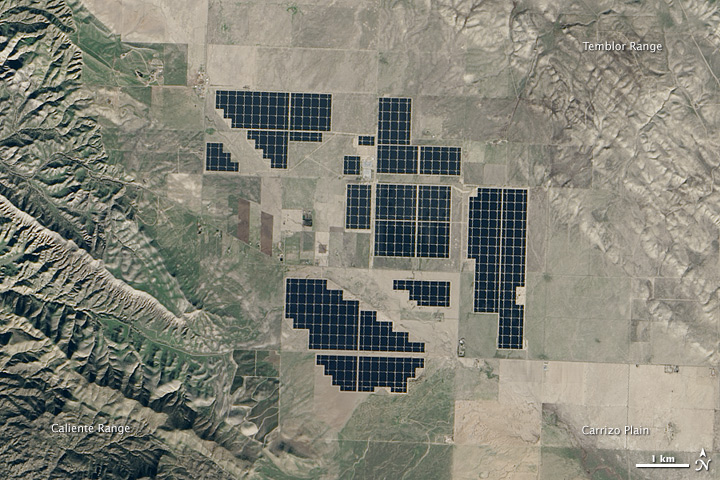
صورة بالقمر الصناعي لمحطة توباز سولار فارم للطاقة الشمسية، أكبر محطة للطاقة الشمسية في العالم لعام 2015

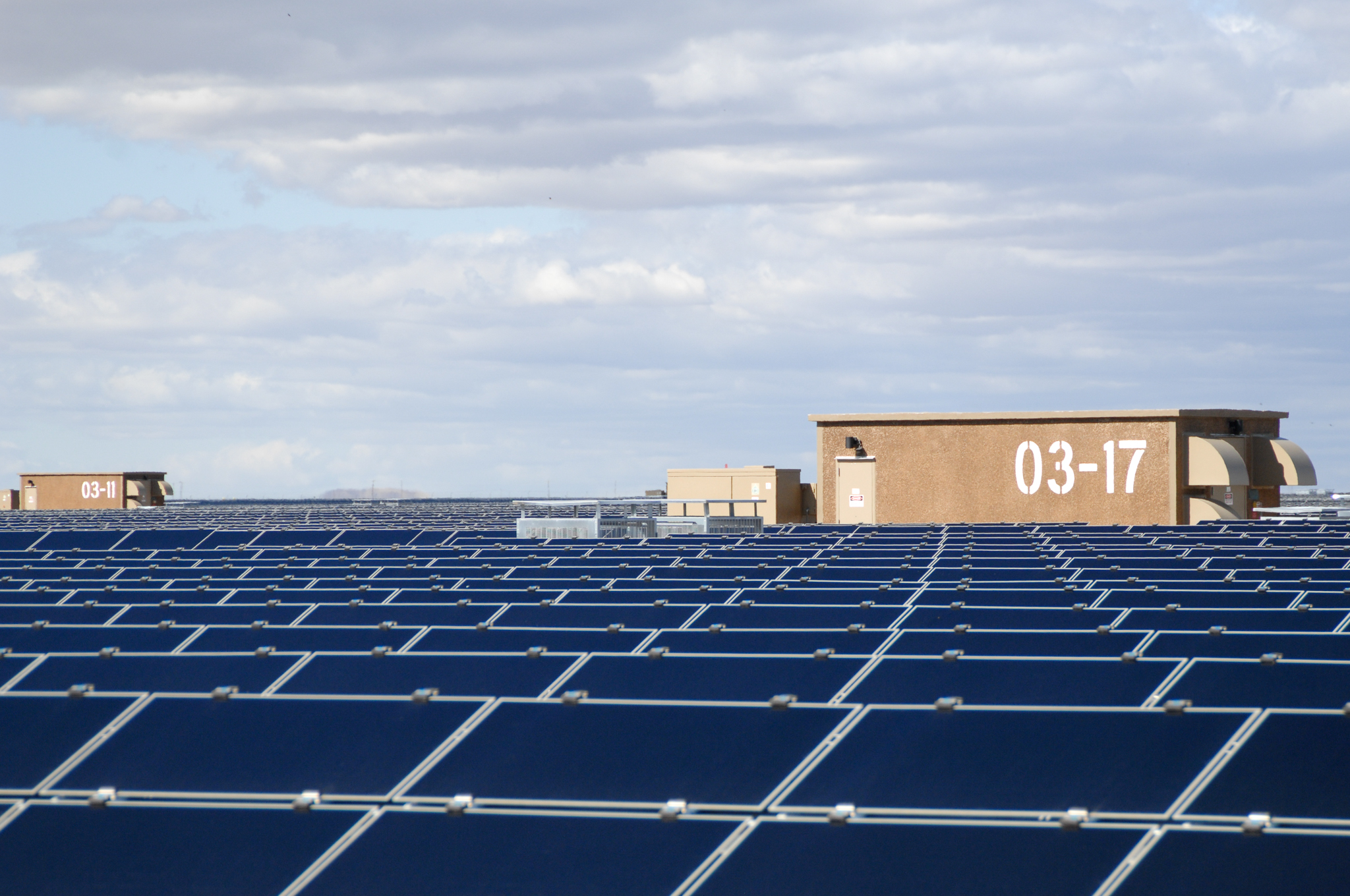
الألواح الضوئية في محطة توباز سولار فارم للطاقة الشمسية، كاليفورنيا

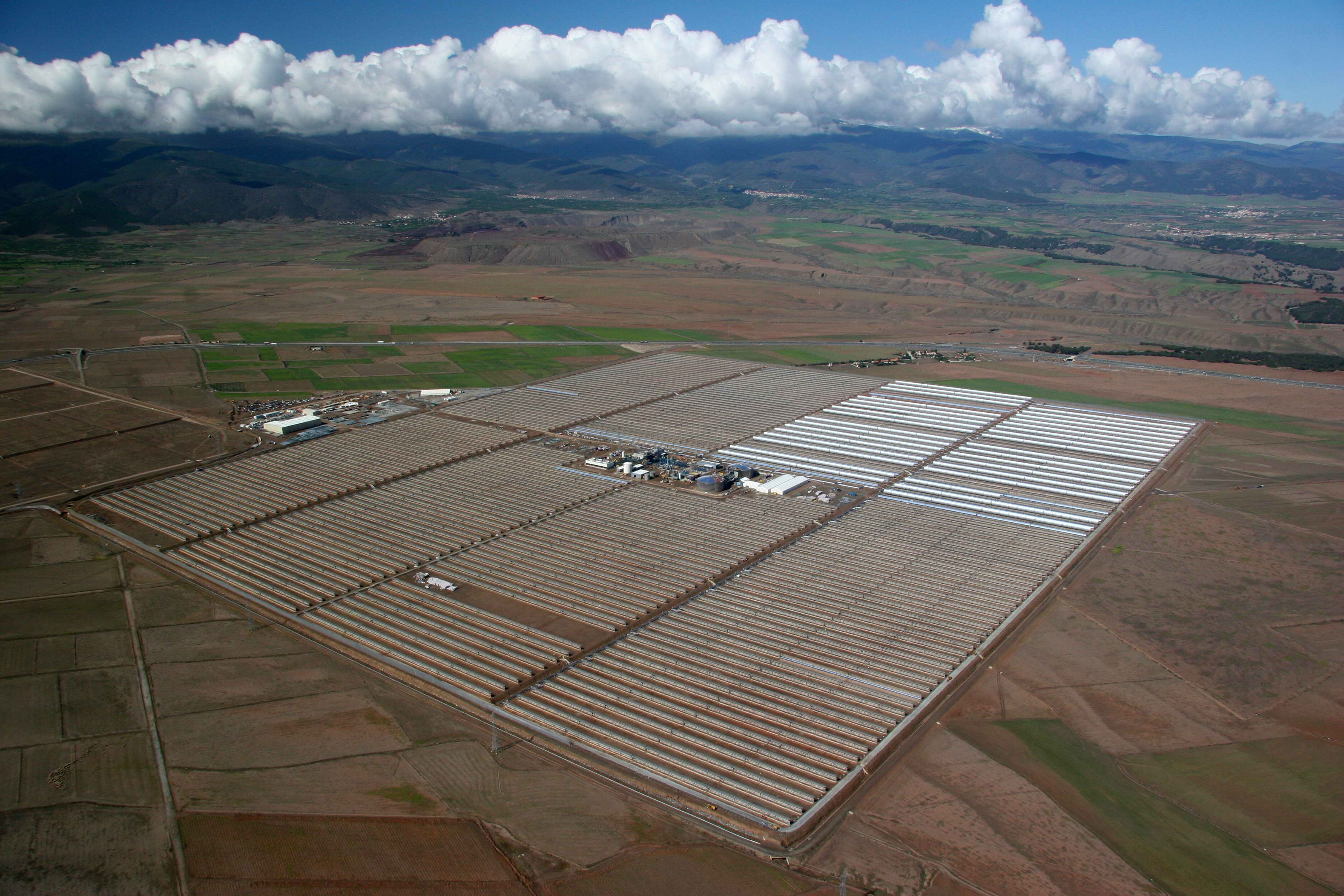
محطة أندلوسيا للطاقة الشمسية المركزة بسعة 150 ميجاوات، تقع بالقرب من بلدة وادي آش، أندلوسيا، أسبانيا. تستخدم المحطة خزانات من الملح المصهور لتخزين الطاقة الشمسية بحيث يتم توليد الكهرباء حتى في أوقات غياب الشمس.

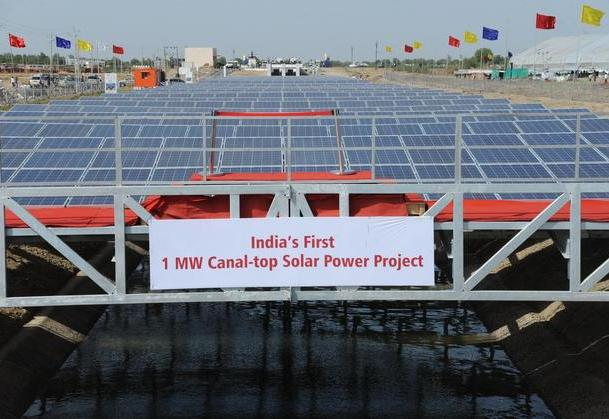
محطة القناة لتوليد الطاقة الشمسية في مدينة قاضي، ولاية كجرات، الهند

بالتزامن مع الانفجار السكاني إتجهت أغلب دول العالم لاستخدام الطاقة الشمسية لتعويض نقص الطاقة في الشبكة الكهربية في حين بدأت عدد من الدول المتقدمة مثل ألمانيا والصين والولايات المتحدة بالاعتماد عليه كمصدر بديل للطاقة التقليدية للحد من الاعتماد على الوقود. وحديثا بدأ الاعتماد على الخلايا الشمسية لتوصيل الكهرباء إلى الأماكن المنعزلة والتي يصعب توصيل الكهرباء لها من الشبكة الكهربية لإنعزلها أو لارتفاع تكلفة ربطها بالشبكة. تستخدم محطات الطاقة الشمسية نوعين من التكنولوجيا لكل منهما تطبيقاته الخاصة:
- فقد يكون النظام الشمسي عبارة عن ألواح شمسية على أسطح المنازل والمباني (PV)، أو في مزارع شمسية تثبت فيها الألواح على ارتفاع مناسب من الأرض وبميل يحدد على حسب زاوية سقوط الأشعة الشمسية في المكان، يقوم النظام (يتكون من ألواح شمسية، إنفرتر، بطارية، كونفرتر لتحويل التيار المستمر إلى تيار متردد) بتحويل الطاقة الشمسية مباشرة إلى طاقة كهربائية.
- محطات طاقة شمسية مركزة (CSP) تعرف أيضا بمحطات الطاقة الشمسية الحرارية، وتختلف عن النظام الشمسي البسيط بأنه يستخدم الطاقة الحرارية الشمسية لصنع بخار، ليمر على توربينات فيما بعد مولدا الكهرباء.

تختلف معدلات نمو الطاقة الشمسية بشكل واضح من بلد إلى بلد. فمع نهاية 2014، إزدادت القدرة التراكمية للطاقة الشمسية حوالي 40 جيجاوات (GW) لتصل تقريبا إلى 178 جيجاوات، كافية لتوفير حوالي 1% من إستهلاك العالم للكهرباء المقدر بحوالي 18,400 تيراوات ساعة (TWh). في عام 2014، كانت أكثر الدول إنتاجا للطاقة الشمسية هي الصين تليها اليابان والولايات المتحدة، كما تصدرت المملكة المتحدة قائمة الدول الأوروبية الأكثر إنتاجا للطاقة الشمسية بعد فرنسا وألمانيا التي تربعت على عرش الدول المنتجة للطاقة الشمسية لأكثر من سنة بسعة إجمالية تصل إلى 38.2 جيجاوات.
أما الوافدين الجدد لهذا العام الذين دخلوا مباشرة إلى قائمة أكبر 10 دول في العالم لإنتاج الطاقة الشمسية فكانا شيلي وجنوب أفريقيا. يوجد الآن حوالي 20 بلد سعتها الإجمالية تخطت 1 جيجاوات مثل تايلند، هولندا وسويسرا. إرتفعت نسبة مشاركة الطاقة الشمسية في إيطاليا وألمانيا واليونان فأصبحت كافية لتغطيه 7% و 8% من إستهلاك هذه الدول للكهرباء.
لم يكن الحال لمحطات الطاقة الشمسية المركزة (CSP) المتوقف نموها لأكثر من عقدين كحال الأنظمة الشمسية العادية (pv) النامية يوما بعد يوم. ولكن في عام 2007 شهدت هذه التكنولوجيا تقدما ملحوظا، فتم إنشاء محطات بتكلفة أرخص. تتمركز أغلب محطات الطاقة الشمسية المركزة في أسبانيا والولايات المتحدة، على عكس محطات الطاقة الشمسية العادية (pv) التي يمكن إنشاؤها في أي مكان. في يناير 2015، كانت أكبر محطات للطاقة الشمسية في العالم هم:
محطات الطاقة الشمسية (pv)
- محطة دسرت سنلايت للطاقة الشمسية بسعة إجمالية 550 ميجاوات، ومحطة توباز سولار فارم للطاقة الشمسية بسعة 550 ميجاوات أيضا. تقع المزرعتين في جنوب كاليفورنيا.
- مزرعة لونجيانجكسيا للطاقة الشمسية في الصين بسعة 320 ميجاوات.
- مزرعة تشارانكا في الهند بسعة 345 ميجاوات.
- مزرعة مورو في ألمانيا بسعة 166 ميجاوات.

محطات الطاقة الشمسية المركزة (CSP)
- محطة ايفانباه للطاقة الشمسية في صحراء موهافي بكاليفورنيا بسعة 377 ميجاوات.
- محطة توليد الطاقة الشمسية المركزة في الولايات المتحدة بسعة 354 ميجاوات.
- محطة سولنوفا للطاقة الشمسية في أسبانيا بسعة 150 ميجاوات.
- محطة أندلوسيا للطاقة الشمسية في أسبانيا بسعة 150 ميجاوات.
- المرحلة الأولى لمحطة شمس في الإمارات العربية بسعة 100 ميجاوات.

## التوزيع العالمي
تجد إحصائيات تاريخية وحديثة عن التوزيع العالمي للطاقة الشمسية في هذه المقالات:
- نمو محطات الطاقة الشمسية المركزة حول العالم
- نمو الخلايا الشمسية

الزيادة في السعة لكل دولة في عام 2014 .
| 1  | ألمانيا                    | 491 |
| 2  | إيطاليا                    | 308 |
| 3  | بلجيكا                     | 287 |
| 4  | اليابان                    | 271 |
| 5  | اليونان                    | 230 |
| 6  | استراليا                   | 215 |
| 7  | التشيك                     | 198 |
| 8  | الولايات المتحدة الأمريكية | 79  |
| 9  | الصين                      | 32  |
| 10 | الهند                      | 4   |

| #                                    | البلد                                | السعة الكلية | السعة المضافة |
| ------------------------------------ | ------------------------------------ | ------------ | ------------- |
| -                                    | الإتحاد الأوروبي                     | 94,570       | 7,230         |
| 1                                    | الصين                                | 43,530       | 15,150        |
| 2                                    | ألمانيا                              | 39,700       | 1,450         |
| 3                                    | اليابان                              | 34,410       | 11,000        |
| 4                                    | الولايات المتحدة الأمريكية           | 25,620       | 7,300         |
| 5                                    | إيطاليا                              | 18,920       | 300           |
| 6                                    | المملكة المتحدة                      | 8,780        | 3,510         |
| 7                                    | فرنسا                                | 6,580        | 879           |
| 8                                    | اسبانيا                              | 5,400        | 56            |
| 9                                    | أستراليا                             | 5,070        | 935           |
| 10                                   | الهند                                | 5,050        | 2,000         |
| 11                                   | كوريا الجنوبية                       | 3,430        | 1,010         |
| 12                                   | بلجيكا                               | 3,250        | 95            |
| 13                                   | اليونان                              | 2,613        | 10            |
| 14                                   | كندا                                 | 2,500        | 600           |
| 15                                   | التشيك                               | 2,083        | 16            |
| 16                                   | هولاندا                              | 1,570        | 450           |
| 17                                   | تايلاند                              | 1,420        | 121           |
| 18                                   | سويسرا                               | 1,360        | 300           |
| 19                                   | رومانيا                              | 1,325        | 102           |
| 20                                   | جنوب أفريقيا                         | 1,120        | 200           |
| 21                                   | بلغاريا                              | 1,021        | 1             |
| 22                                   | تيوان                                | 1,010        | 400           |
| 23                                   | باكستان                              | 1,000        | 600           |
| 24                                   | النمسا                               | 937          | 150           |
| 25                                   | إسرائيل                              | 881          | 200           |
| 26                                   | تشيلي                                | 848          | 446           |
| 27                                   | الدنمارك                             | 789          | 183           |
| 28                                   | سلوفاكيا                             | 591          | 1             |
| 29                                   | البرتغال                             | 454          | 63            |
| 30                                   | هندوراس                              | 389          | 389           |
| 31                                   | الجزائر                              | 300          | 270           |
| 32                                   | المكسيك                              | 282          | 103           |
| 33                                   | تركيا                                | 266          | 208           |
| 34                                   | سلوفينيا                             | 257          | 1             |
| 35                                   | ماليزيا                              | 231          | 63            |
| 36                                   | الفلبين                              | 155          | 122           |
| 37                                   | المجر                                | 138          | 60            |
| 38                                   | السويد                               | 130          | 51            |
| 39                                   | لوكسمبرج                             | 125          | 15            |
| 40                                   | بولندا                               | 87           | 57            |
| 41                                   | مالطا                                | 73           | 19            |
| 42                                   | ليتوانيا                             | 73           | 5             |
| 43                                   | قبرص                                 | 70           | 5             |
| 44                                   | كرواتيا                              | 45           | 11            |
| 45                                   | فلندا                                | 20           | 5             |
| 46                                   | النرويج                              | 15           | 2             |
| 47                                   | استونيا                              | 4            | 4             |
| 48                                   | ايرلندا                              | 2            | 1             |
| 49                                   | لاتيفيا                              | 2            | 0             |
| السعة الكلية للطاقة الشمية في العالم | السعة الكلية للطاقة الشمية في العالم | 256,000      | 59,000        |

## أفريقيا
تمتاز أغلب دول أفريقيا بارتفاع معدل الإشعاع الشمسي السنوي لها، خاصة في المناطق الجافة كالصحاري (مثل الصحراء الكبرى) والسهول (مثل منطقة الساحل). مما يتيح للحكومات إنشاء المزارع الشمسية في أغلب المناطق دون الحاجة إلى استخدام تكنولوجيات متطورة لتركيز وتجميع الأشعة الشمسية. تتقارب معدلات سقوط الأشعة الشمسية في دول أفريقيا بنسبة كبيرة تصل إلى حوالي 85٪ لتستقبل حوالي 2000 كيلو وات ساعة/ متر مربع في العام الواحد.
أشارت دراسة أجريت مؤخرا إلى أن أفريقيا إذا إستغلت 0.3٪ مساحة دول شمال أفريقيا ستولد طاقة كافية لتغطية إستهلاك دول الإتحاد الأوروبي.

### شمال أفريقيا

#### الجزائر

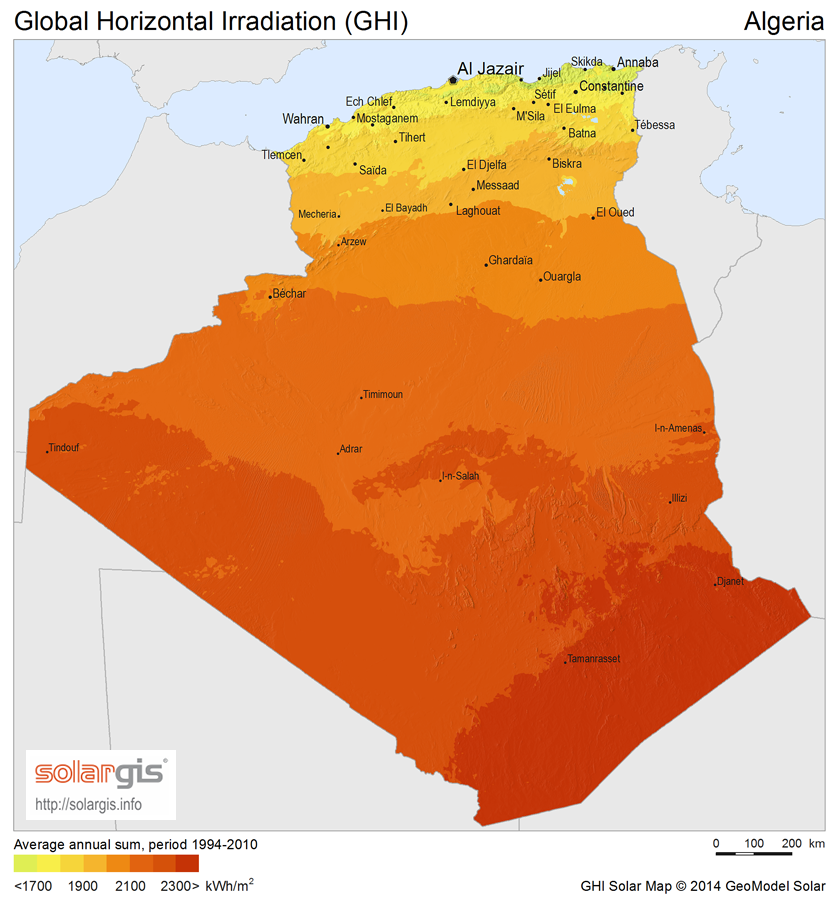
الإشعاع الشمسي في الجزائر

تمتلك الجزائر ما يمكنها لتصبح رائدة الطاقة الشمسية في منطقة الشرق الأوسط، مع توليد يصل إلى 170 تيرا وات ساعة سنويا. ففي عام 2011، نجحت في بناء أول محطة للطاقة الحرارية الشمسية في منطقة حاسي الرمل. هذه المحطة المركبة تولد 25 ميجاوات من الطاقة الشمسية المركزة مع 130 ميجاوات مولدة من توربينات محطة غازية.
بالإضافة إلى ذلك، شرعت الجزائر في عام 2011 في البدء بتطوير برنامج للطاقة المتجددة كالخلايا الشمسية (PV)، الطاقة الشمسية المركزة (CSP)، طاقة الرياح. يهدف البرنامج إلى تثبيت 12 جيجاوات من الطاقة بحلول عام 2030.

#### المغرب

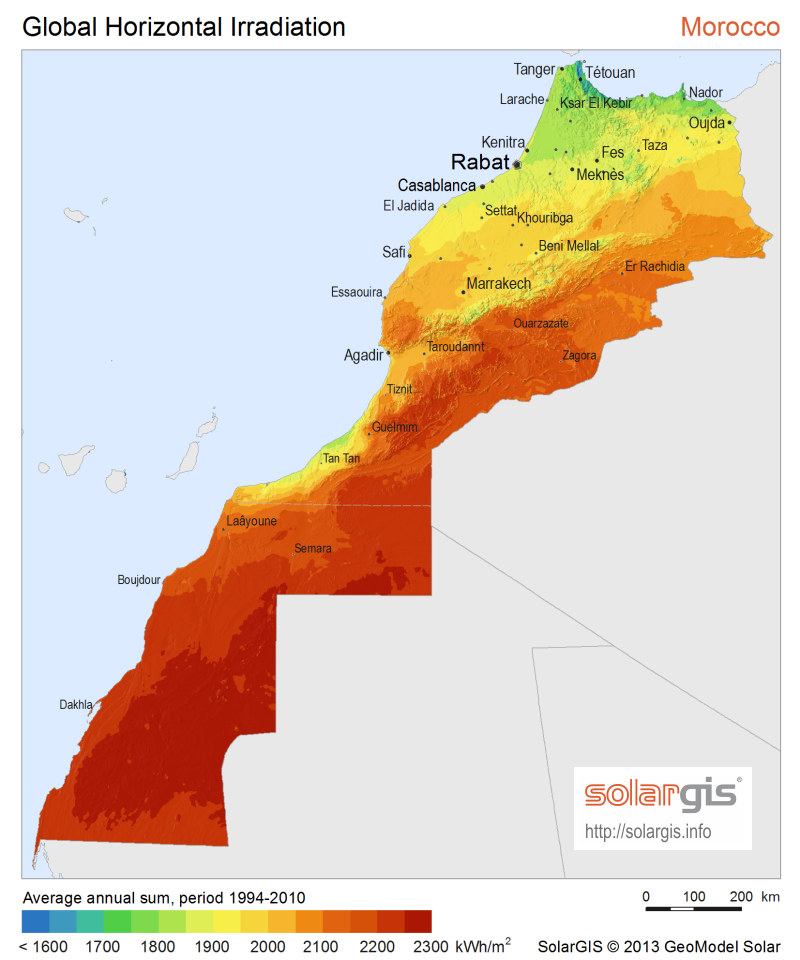
الإشعاع الشمسي في المغرب

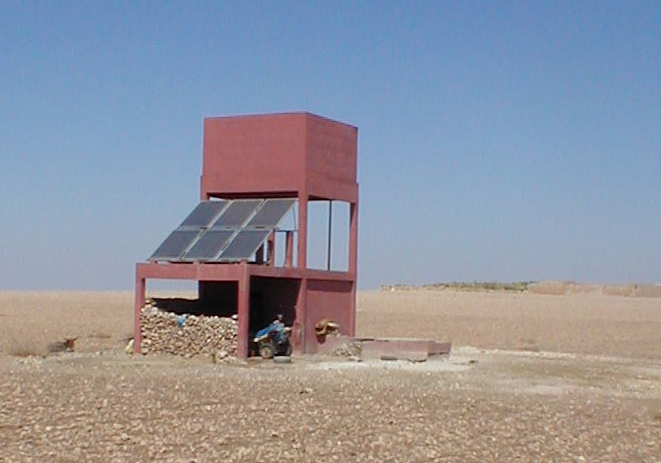
نظام شمسي في إقليم الرحمانة، بالقرب من مراكش

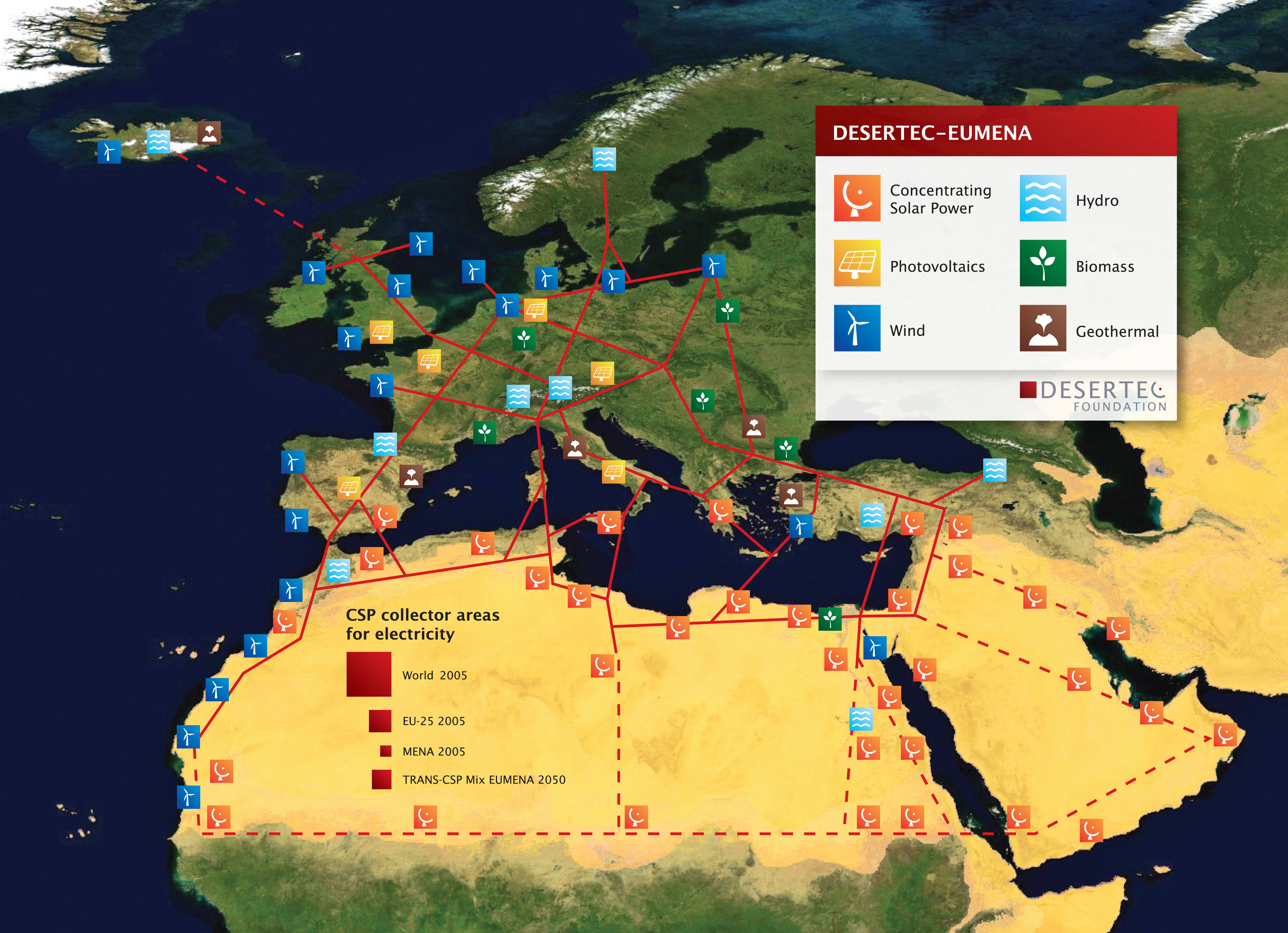
مشروع ديزرتيك لربط شمال أفريقيا بأوروبا

تمتلك المغرب أحد أعلى معدلات الإشعاع في العالم فتعرض أغلب البلد لأكثر من 3,000 ساعة في السنة وقد تصل إلى 3,600 ساعة في الصحراء. وحديثا قامت المغرب ببناء محطة من أكبر محطات الطاقة الشمسية في العالم بتكلفة وصلت لحوالي 9 مليار دولار. تهدف المحطة إلى توليد 2,000 ميجاوات من الطاقة الشمسية بحلول عام 2020. كما يتم بناء خمس محطات للطاقة الشمسية تشمل محطات خلايا شمسية ومحطات للطاقة الشمسية المركزة.
تم تكوين الوكالة المغربية للطاقة الشمسية (مازن)، ملكية مشتركة بين الحكومة والقطاع الخاص للإشراف على المشروع. تم الانتهاء من المحطة الأولى في عام 2015، بينما سيتم الانتهاء من باقي المشروع في عام 2020. وأعلنت الوكالة أن المشروع سيوفر 38% من احتياج المغرب السنوي للكهرباء.
تعتبر المغرب هي البلد الأفريقية الوحيدة المتصلة شبكيا بأوروبا بواسطة مشروع ديزرتيك.

#### مصر
وصلت السعة الكهربية الكلية المتولدة بالطاقة الشمسية في مصر إلى 4.5 ميجاوات. فمع أكثر من 4,000 ساعة من أشعة الشمس سنوياً تعتبر مصر من البلاد الغنية في ذلك المجال إذا تم إستغلاله كما يجب. نتيجة النمو السكاني السريع واعتماد مصر على الطرق التقليدية في توليد الكهرباء (بلغت نسبة مشاركة الطاقة الشمسية في الشبكة الكهربية 1% فقط) تحدث سلسلة من انقطاع التيار الكهربي في موسم الصيف من كل عام. المحطة الوحيدة التي تتجاوز سعتها حاجز 10 ميجاوات هي محطة مركبة (ديزل/طاقة شمسية) تعمل على تطويرها شركة مصدر الإماراتية.
يعتبر ضخ وتحلية المياة في المناطق النائية، وتوصيل الكهرباء للريف من أهم تطبيقات الطاقة الشمسية.

### أفريقيا جنوب الصحراء

#### الصومال

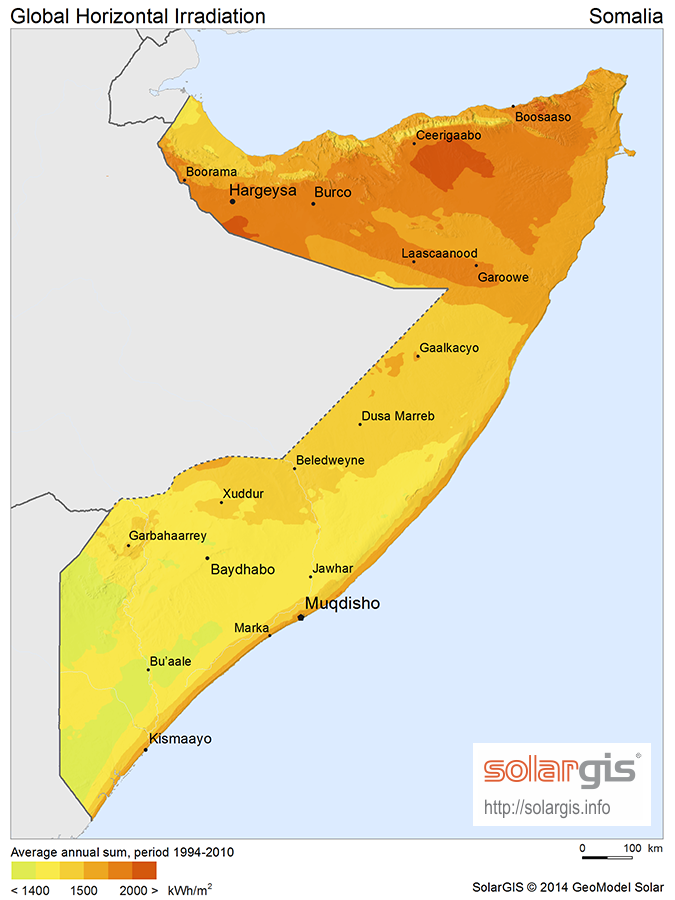
الإشعاع الشمسي في الصومال

بدأت الصومال بالاتجاه إلى استخدام الطاقة الشمسية منذ عام 2012، مشتركة بذلك مع سبع دول أفريقية أخرى في تكوين برنامج السنوات المشرقة المعني بمجال الطاقة الشمسية وإنارة الشوارع. تعتمد الصومال في توليد الطاقة على الفحم والخشب فقط، ولذلك فإن ما يقرب 90% من سكان الصومال لا يملكون كهرباء.

#### جنوب أفريقيا
من المتوقع وصول السعة الكلية للطاقة الشمسية لجنوب أفريقيا بحلول عام 2030 إلى 8,400 ميجاوات، جنبا إلى جنب مع 8,400 ميجاوات من طاقة الرياح. يتجاوز معدل الإشعاع الشمسي في جنوب أفريقيا كلا من دول أوروبا وروسيا وأغلب دول أمريكا الشمالية.

## آسيا

### شرق آسيا

#### الصين
تصدرت الصين قائمة الدول الأكثر إنتاجا للطاقة الشمسية لأكثر من عام. ففي عام 2007 كان إنتاج الصين من الطاقة الشمسية حوالي 1700 ميجاوات، أي ما يقرب من نصف الإنتاج العالمي البالغ حينها 3800 ميجاوات، مع العلم أن 99% من الإنتاج المحلي لها تم تصديره. في الفترة ما بين 2009 و 2011 وصل الإنتاج لأربعة أضعاف قيمته الأصلية، وأقر الإتحاد الأوروبي أن العائد السنوي من بيع الصين للطاقة الشمسية في الأسواق الأوروبية قد تجاوز حد 20 مليار دولار أمريكي. في نهاية مارس 2015، أعلنت الصين أن السعة الكهربية المثبته لديها بلغ 33.12 جيجاوات وأنها تهدف إلى إضافة 15 جيجاوات بنهاية العام. تعتير مزرعة غولمود الشمسية من أكبر محطات الطاقة الشمسية في الصين بسعة 200 ميجاوات.

#### اليابان
شهدت اليابان تطور كبير في الطاقة الشمسية منذ أواخر التسعينات. فمع تثبيت 4,914 ميجاوات في نهاية عام 2011 أصبحت اليابان إحدى الدول الخمس الرائدة في ذلك المجال، محتلة بذلك المركز الثالث لأكبر التثبيتات بعد ألمانيا وإيطاليا. كما إحتفظت بمركزها كثاني أكبر سوق للطاقة الشمسية في العالم لعامين متتاليين 2013 و 2014، بسعة 6.9 و 9.6 جيجاوات على التوالي. بحلول نهاية عام 2014، وصلت السعة الكلية إلى 23.3 جيجاوات متغطية بذلك إيطاليا (صاحبة رصيد 18.5 جيجاوات ) لتصبح بذلك ثالث أكبر منتج للطاقة الشمسية في العالم بعد ألمانيا (38.2 جيجاوات ) والصين (28.2 جيجاوات ). منتجة بذلك طاقة كافية لتغطيه 2.5% من الطلب السنوي للكهرباء في البلاد.
يتراوح معدل الإشعاع الشمسي في اليابان ما بين 4.3 و 4.8 كيلو وات ساعة لكل متر مربع في اليوم.

#### كوريا الجنوبية
في عام 2009، وصلت سعة محطة الطاقة الشمسية في سنان، مقاطعة جولا الجنوبية، كوريا الجنوبية إلى 24 ميجاوات. لتكون بذلك أكبر محطة للطاقة الشمسية في آسيا، حيث قامت شركة كونيرجي الألمانية بتطوير المحطة بتكلفة وصلت إلى حوالي 150 مليون دولار أمريكي. بينما إنشئت المحطة من قبل شركة دونغيانغ للمنشآت الهندسية.

#### تيوان
أعلنت الحكومة التيوانية عن خطة طويلة الأجل لزيادة السعة لتصل إلى 4,500 ميجاوات بحلول عام 2020، ولجعل أكثر من 7.5 مليون تيواني يستخدم الطاقة الشمسية بحلول عام 2030.

### جنوب شرق آسيا

#### بورما
وصل إنتاج الطاقة الشمسية في بورما إلى 51,973.8 تيرا وات ساعة في العام، بمعدل إشعاع شمسي يومي وصل إلى 5 ساعات.
تستخدم الطاقة الشمسية في المناطق الريفية بشكل كبير في شحن البطاريات وضخ المياة. مع العلم بأن حوالي 70% من سكان بورما البالغ عددهم 50 مليون يعيشون في المناطق الريفية.

#### الفلبين
في عام 2012، إستطاعت الفلبين توليد 1,320 ميجاوات من الطاقة الشمسية.

#### تايلاند
في عام 2015، إستطاعت تايلاند توليد كهرباء باستخدام الطاقة الشمسية أكبر من دول جنوب شرق آسيا مجتمعة. معلنه أنها بنهاية عام 2015، سيتراوح التوليد بها ما بين 2,500-2,800 ميجاوات مقارنة بأكثر من 1,300 ميجاوات في عام 2014. وأنها تحاول الوصول إلى 6,000 ميجاواتبحلول عام 2036، وهو ما يعادل 9% من إجمالي توليد الكهرباء.

### جنوب آسيا

#### الهند

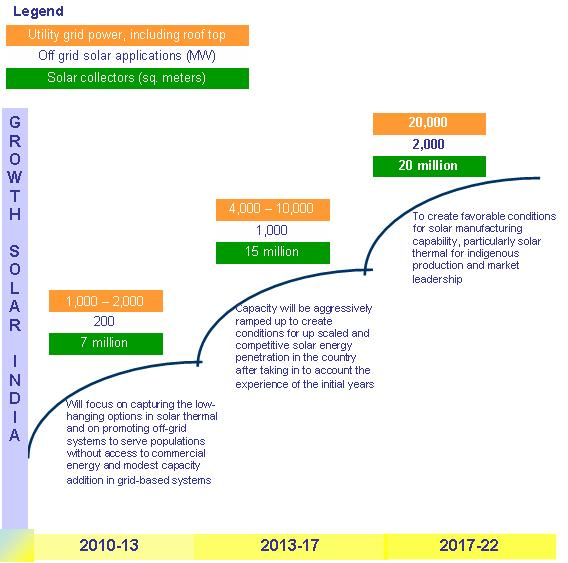
نمو الطاقة الشمسية في الهند

تمتلك الهند كل المقومات المطلوبة لتطوير تكنولوجيا الخلايا الشمسية، فلديها معدل إشعاع شمسي كبير وكثافة سكانية عالية (يمكن إستغلال بيوت السكان لإنشاء أنظمة شمسية على سطحها). تعمل الحكومة على زيادة المشاريع وإستغلال 35,000 كيلومتر مربع( 8,600,000 فدان) في صحراء طهار لزيادة التوليد من 700 جيجاوات إلى 2,100 جيجاوات.
في يوليو 2009، كشفت الهند النقاب عن خطة 19bn لإنشاء محطة للطاقة الشمسية بحلول عام 2020. في إطار هذه الخطة، نصت الحكومة على وجوب استخدام أجهزة تعمل بالطاقة الشمسية وأن يكون التطبيق إلزامي في جميع المباني الحكومية، فضلا عن المستشفيات والفنادق. في 18 نوفمبر 2009، أعلنت الهند عن إستعدادها للبدء في حملتها عن الطاقة الشمسية جنبا إلى جنب مع برامج لتغير المناخ، يهدف المشروع لتوليد 1,000 ميجاوات بحلول عام 2013، و 20,000 ميجاوات بحلول عام 2021-2022.
وفقا لتقرير إذاعة جرين تك (GTM) عام 2011 أن توليد الطاقة الشمسية في الهند سيزداد بصورة واضحة في الخمس سنوات القادمة. تم تأكيد هذا التوقع فإرتفع التوليد من 10 ميجاوات في عام 2010 ليصل إلى 6,000 ميجاواتفي مايو 2016. أدى هبوط أسعار الألواح الكهروضوئية (الخلايا الشمسية)، المستورده من الصين والولايات المتحدة إلى انخفاض تكلفة الأنظمة الشمسية. بالرغم من ذلك تواجة الهند عجزا في الكهرباء يتراوح ما بين 10٪ و 13٪ من الاحتياج اليومي للكهرباء.".
تم تشييد حديقة تشارانكا للطاقة الشمسية بسعة 214 ميجاوات في 19 أبريل 2012، تمثل هذه الحديقة جنبا إلى جنب مع محطة كجرات ذات السعة الجمالية 605 ميجاوات ثلثي إنتاج الهند من الطاقة الشمسية. كما تم بناء العديد من محطات الطاقة الشمسية في ولاية راجاستان مثل مزرعة دهيروبه أمباني للطاقة الشمسية بسعة إجمالية 40 ميجاوات المنشئة في 31 مارس 2012.
تعمل الهند أيضا على إنشاء مشروع للطاقة الشمسية على القناة على طول 19,000 كيلومتر (12,000 ميل) لتوليد 1 ميجاوات من الطاقة النظيفة سنويا، ومنع تبخر 9,000 كيلو لتر (2,400,000 غالون أمريكي) سنويا من القناة.
تم الإعلان في 31 أكتوبر 2016، أن نسبة مشاركة الطاقة الشمسية في الشبكة الكهربية في الهند تجاوزت 8727.62 ميجاوات.

#### باكستان
استعانت باكستان بتمويل الشركة الصينية تبيا (TBEA) لإنشاء مزرعة للطاقة الشمسية في صحراء جولستان قرب يازمان، على بعد حوالي 30 كم من شرق مدينة باهاوالبور. تم إنشاء المزرعة على مساحة 5,000 فدان، كافية لتوليد 100 ميجاوات. كما قامت شركة صينية أخرى تدعى زونيرجي بإنشاء محطة للطاقة الشمسية بقدرة 900 ميجاوات في نفس المنطقة.
بلغت تكلفة إنهاء المرحلة الأولى للمشروع 15 مليار روبية تقريبا، وتم التسليم في فترة مثالية 11 شهرا فقط. وتم الاستعانة بالحكومة الصينية للانتهاء من المرحلة الثانية بسعة تصل إلى 900 ميجاوات.

### غرب آسيا

#### قبرص

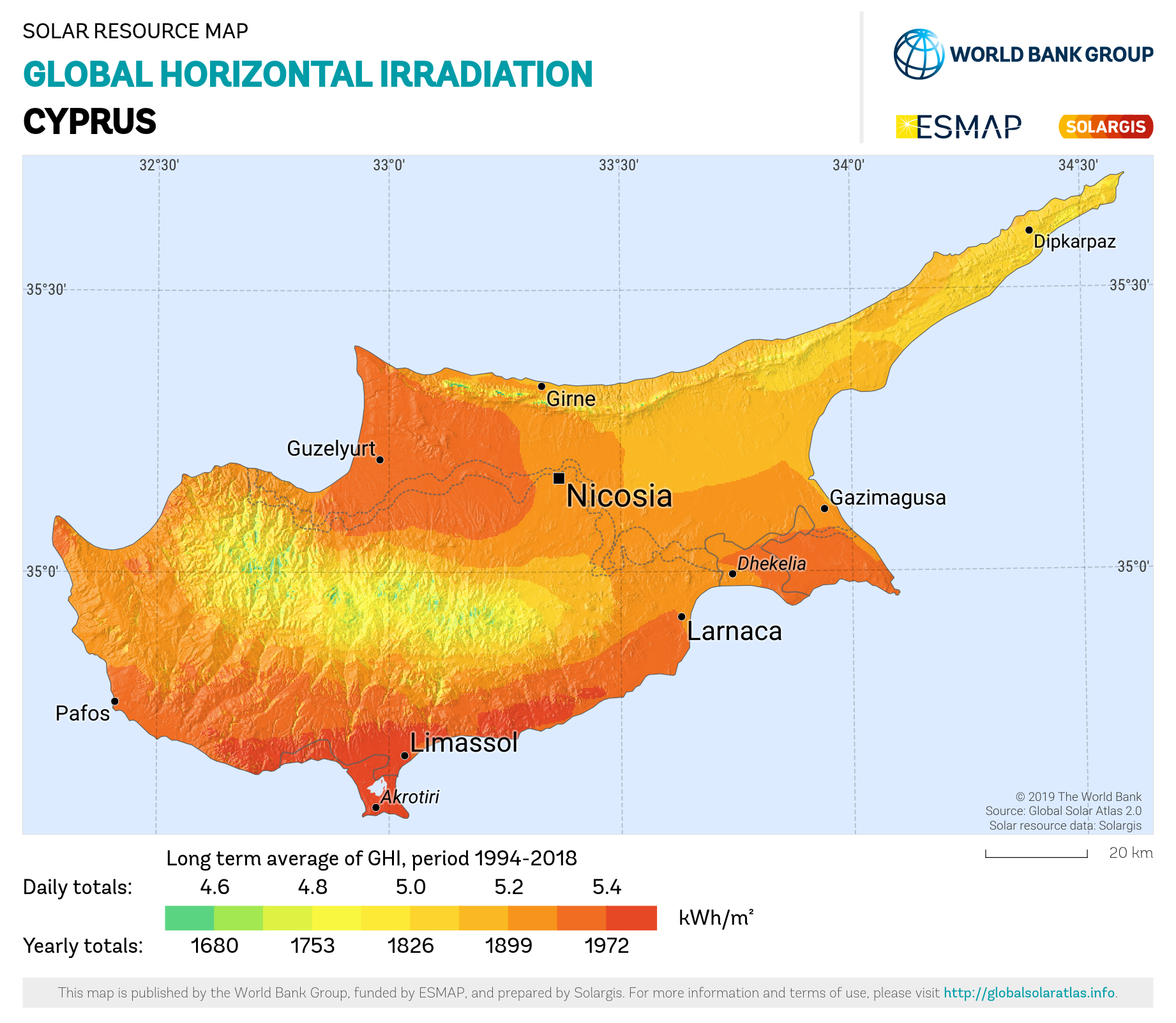
معدل الإشعاع الشمسي في قبرص

تتوافر الطاقة الشمسية في قبرص أكثر مما تتوافر في أغلب دول أوروبا. تهدف قبرص بأن تصل نسبة مشاركة الطاقة الشمسية بنوعيها الخلايا الشمسية وأنظمة الطاقة الشمسية المركزة إلى 7% بحلول عام 2020. لتصبح بذلك واحدة من أكثر الدول مشاركة في سوق الطاقة المتجددة بعد إسبانيا بهدف 8%، ومع ألمانيا بنفس الهدف 7%، سابقة بذلك اليونان (5%)، البرتغال (4%) ومالطا (1%).
كأغلب دول أوروبا تعتبر تدفئة وتسخين المياة من أهم تطبيقات الطاقة الشمسية في قبرص. ففي عام 2010، كانت قبرص على قائمة الدول الأوروبية من حيث نصيب الفرد من التدفئة الشمسية برصيد 611 وات للفرد. سابقة بذلك النمسا (385)، اليونان (253) وألمانيا (120).

#### جورجيا

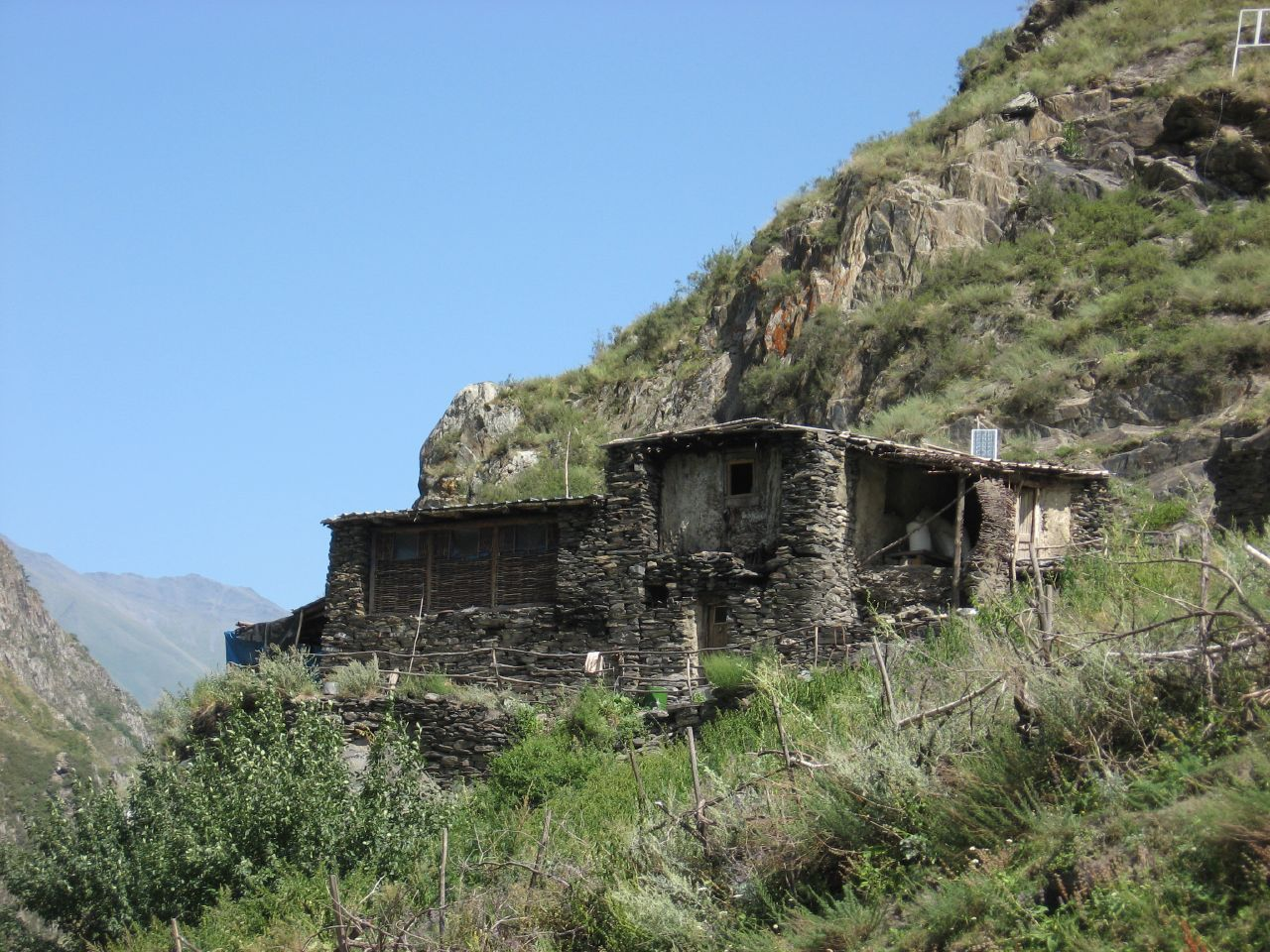
خلايا شمسية على أحد منازل مدينة خيفسوريتي، شرق جورجيا

في السنوات الأخيرة بدأت جورجيا بالظهور في سوق الطاقة الشمسية مع امتلاكها معدل إشعاع شمسي عالي.

#### فلسطين

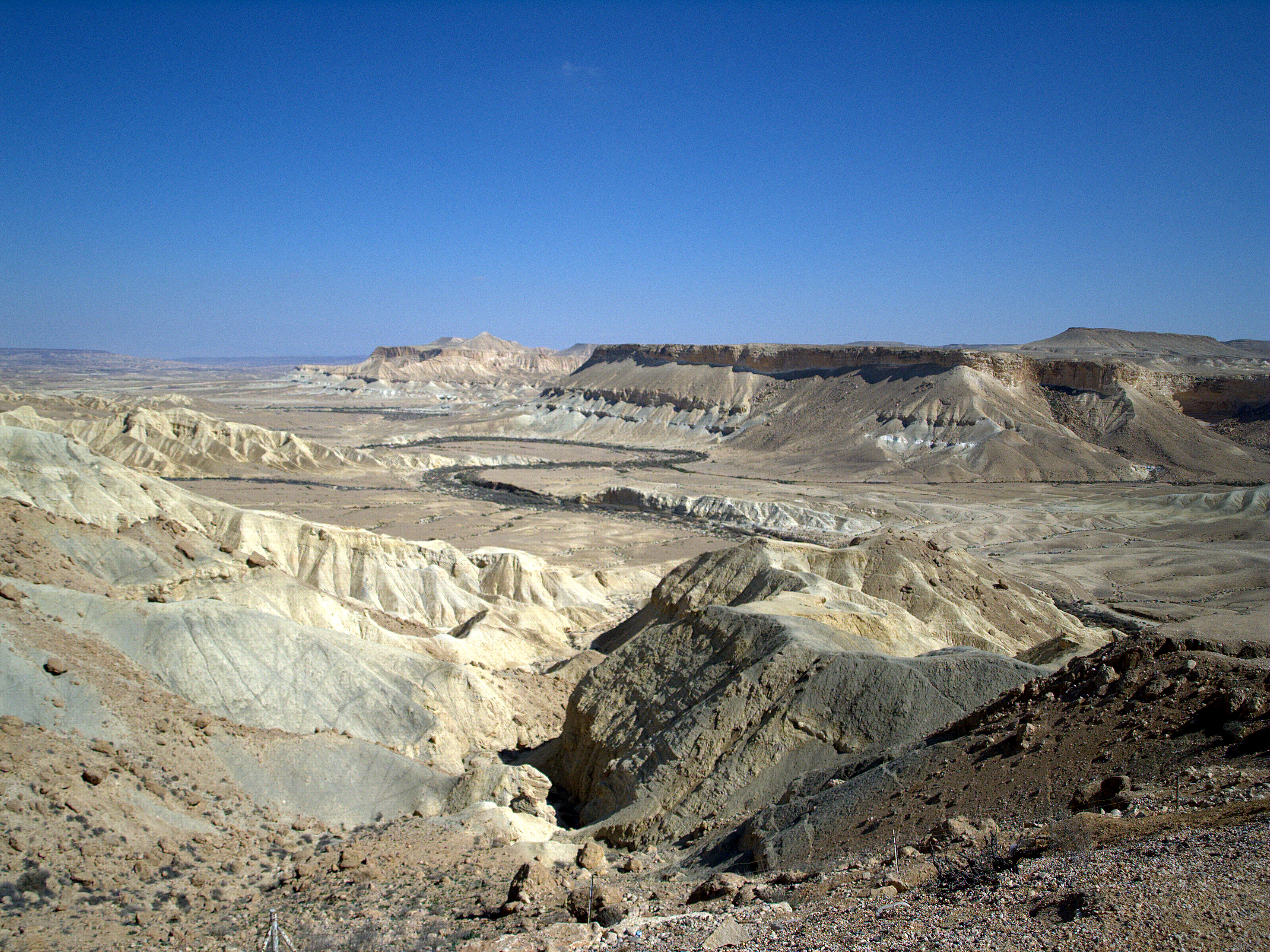
تعتبر صحراء النقب بفلسطين المحتلة موطن لتوليد الطاقة الشمسية وخصوصا الطاقة الشمسية المركزة

لا يوجد نفط في المستعمرات الإسرائيلية. وبسبب سياسة الاحتلال الإسرائيلي وضعف علاقتها مع دول الجوار أصبح البحث عن مصدر ثابت للطاقة أولوية وطنية. أدى ذلك إلى اتجاه إسرائيل للطاقة الشمسية، لتنجح في جعل تكلفة الطاقة الشمسية منافسة لتكلفة الوقود الحفري مستفيده من الموقع الجغرافي وارتفاع معدل الإشعاع الشمسي. فعلى سبيل المثال أدى ارتفاع معدل الإشعاع الشمسي السنوي في صحراء النقب إلى تسهيل عملية البحث العلمي وتطوير الصناعة بصورة مستمرة. يعتبر هاري تابور وديفيد فايمن من مركز بن جوريون القومي للطاقة الشمسية من أبرز رواد المجال. في نهاية عام 2008، تم إقرار نظام التعريفات لتشجيع إنشاء المزيد من المشاريع المنزلية (أنظمة على أسطح المنازل) والتجارية (المزارع والمحطات).

#### الأردن

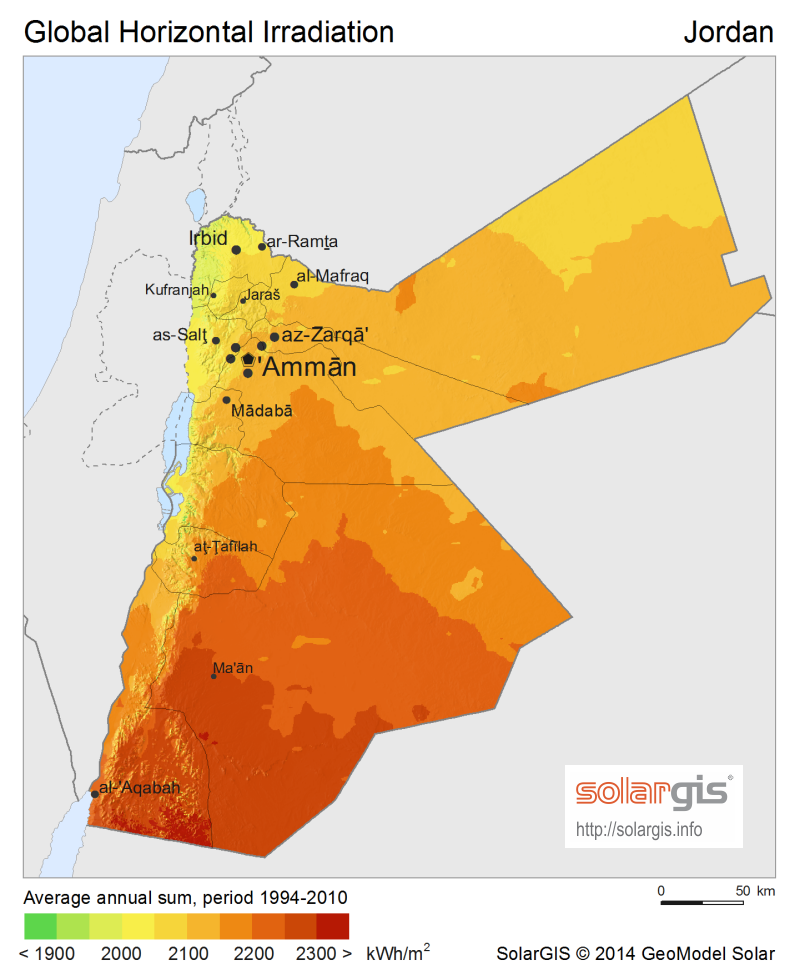
معدل الإشعاع الشمسي في الأردن

تقع الأردن ضمن حزام الطاقة الشمسية العالي، فمع معدل إشعاعها العالي الذي يتراوح من 5 إلى 7 كيلو وات في الساعة لكل متر مربع تقوم المناطق الريفية ببناء أنظمة شمسية تستخدم في الإضاءة وضخ وتحلية المياة وخدمات أخرى تصل لأعلى من 1000 كيلو وات، بالإضافة إلى ما يقرب من 15% تقريبا من المنازل تستخدم الطاقة الشمسية في تسخين المياة. في مايو 2012، تم افتتاح محطة في مدينة حسن للعلوم بسعة 280 كيلو وات.
وفي فبراير 2015، تم الإعلان عن خطة لوضع خلايا شمسية على أسطح أكثر من 6000 مسجد في أنحاء البلاد.
في أكتوبر 2016، وقعت الأردن اتفاقية شراء طاقة مع شركة مصدر الإماراتية لبناء أكبر محطة للطاقة الشمسية داخل الأردن بسعة 200 ميجاوات. ومن المتوقع الانتهاء من ذلك المشروع في عام 2018، يهدف المشروع أن يوفر لأكثر من 110,000 أسرة محلية احتياجها السنوي من الكهرباء.

#### المملكة العربية السعودية
أعلنت كا كير ( مدينة الملك عبد الله للطاقة الذرية والمتجددة Ka-care)، وهي الوكالة السعودية المكلفة بتطوير قطاع الطاقة المتجددة في مايو 2012، أن الحكومة تعمل على تثبيت 41 جيجاوات من الطاقة الشمسية بحلول عام 2032، تم تقليل الهدف فيما بعد ليصبح 9.5 جيجاوات فقط. من وقت الإعلان عن الخطة قامت الحكومة بتثبيت 0.003 جيجاوات فقط من الطاقة الشمسية.

#### الإمارات العربية المتحدة
في عام 2013، تم الانتهاء من محطة الطاقة الشمسية شمس 1، بسعة 100 ميجاوات بالقرب من أبو ظبي. بتكلفة قاربت 600 مليون دولار أصبحت محطة شمس 1 أكبر محطة للطاقة الشمسية المركزة خارج الولايات المتحدة وأسبانيا. ومن المتوقع أن تكون هناك شمس 2 وشمس 3.

#### اليمن
تم إنشاء محطة صغيرة للطاقة الشمسية في اليمن بسعة 3 كيلو وات ببطاريات في مدينة عدن. بدأ طلاب المدارس حديثا بالاهتمام بتكنولوجيا الطاقة الشمسية فقام بصنع وتطوير مراوح ومصابيح شمسية تعمل من 6 إلى 12 ساعة. كما بدأ العمل على محطة للطاقة الشمسية المركزة بسعة 10,000 جيجاوات ساعة في العام.

## أوروبا
تباطأ نمو الطاقة الشمسية في أوروبا إلى حد كبير منذ عام 2011. يرجع ذلك إلى انخفاض الاهتمام في بعض الأسواق الرئيسية مثل ألمانيا وإيطاليا بالطاقة الشمسية، بينما تزايد الاهتمام في المملكة المتحدة وبعض البلدان الأوروبية الصغيرة أملين في أن يحققوا أهدافا أكبر مما حققوها في عام 2014. إستطاعت أسبانيا زيادة 350 ميجاوات من الطاقة الشمسية المركزة (CSP) أي محققة نمو يصل إلى +18% لتصل هي الرائدة في ذلك المجال. في عام 2013، بلغت نسبة مشاركة دول أوروبا من الطاقة الشمسية ما يزيد عن 60% من الطاقة الكلية.

### أوروبا الشرقية والوسطى

#### بلغاريا
نجحت بلغاريا بتحقيق رقم قياسي جديد في عام 2012 عندما تضاعفت السعة الكهروضوئية عدة مرات لتتجاوز حاجز 1 جيجاوات. ولكن في عام 2013 توقفت مسيرة النمو.

#### التشيك

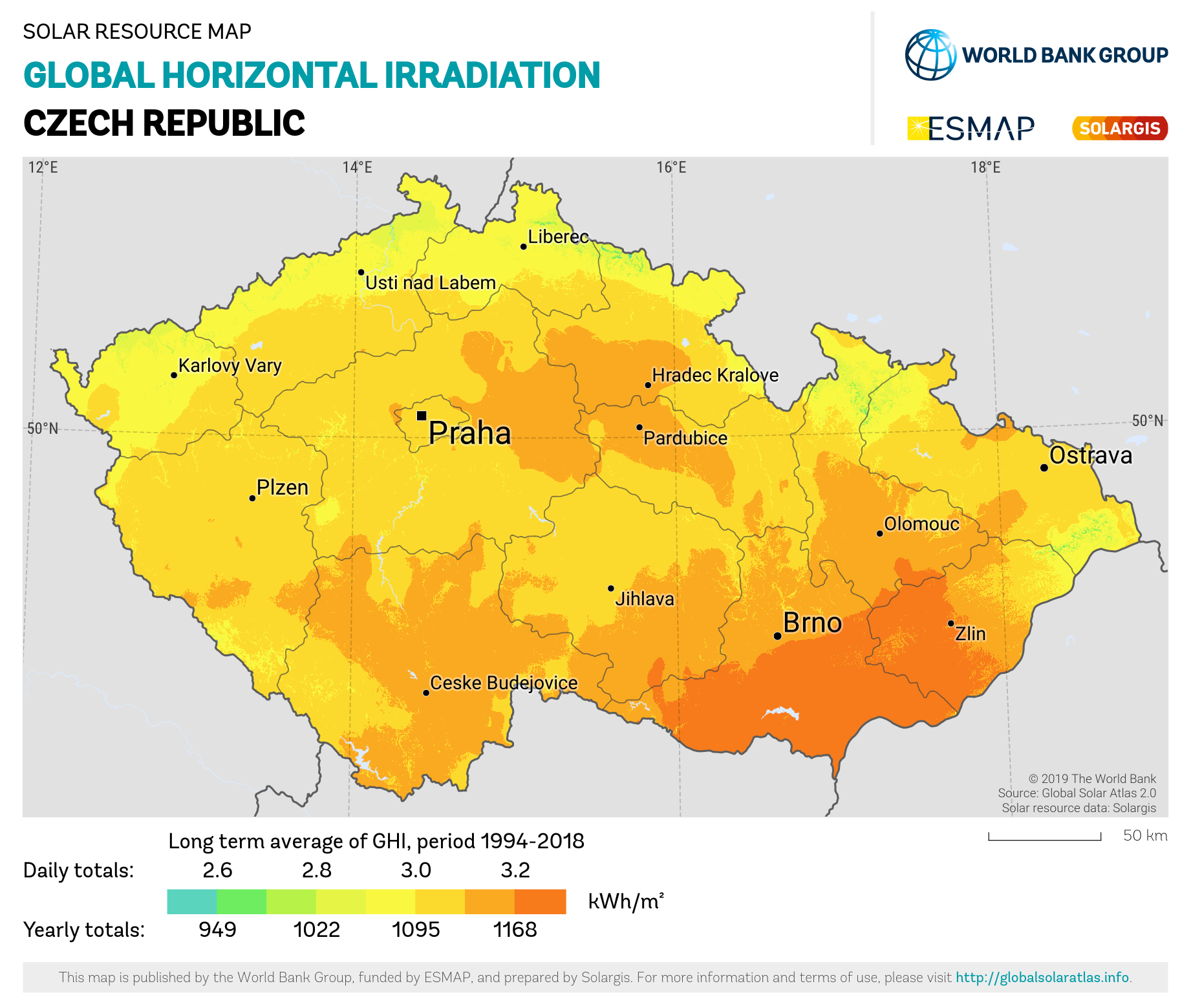
الإشعاع الشمسي في جمهورية التشيك

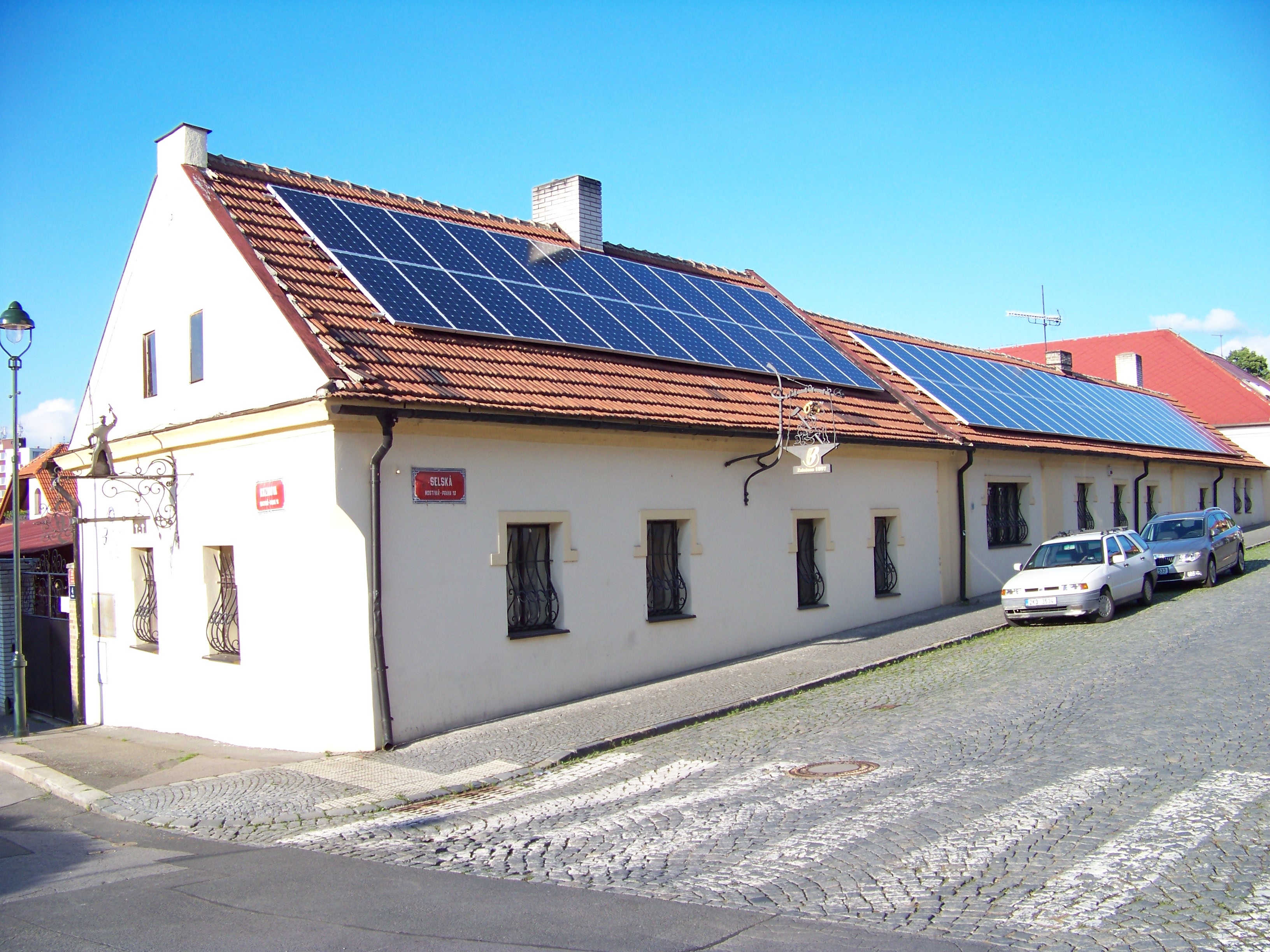
الخلايا الشمسية في براغ

شارفت الطاقة الشمسية في التشيك في أواخر عام 2010 على تخطى حاجز 2 جيجاوات. وبلغ التثبيت أقل من 10 ميجاوات في عام 2011 نتيجة خفض تسعيرة الوحدة 25٪، بعد تثبيت 1500 ميجاوات في العام السابق. زادت المنشآت إلى 109 ميجاوات في عام 2012. ولم يتم الإعلان عن زيادات جديدة في عام 2014.

#### بولندا

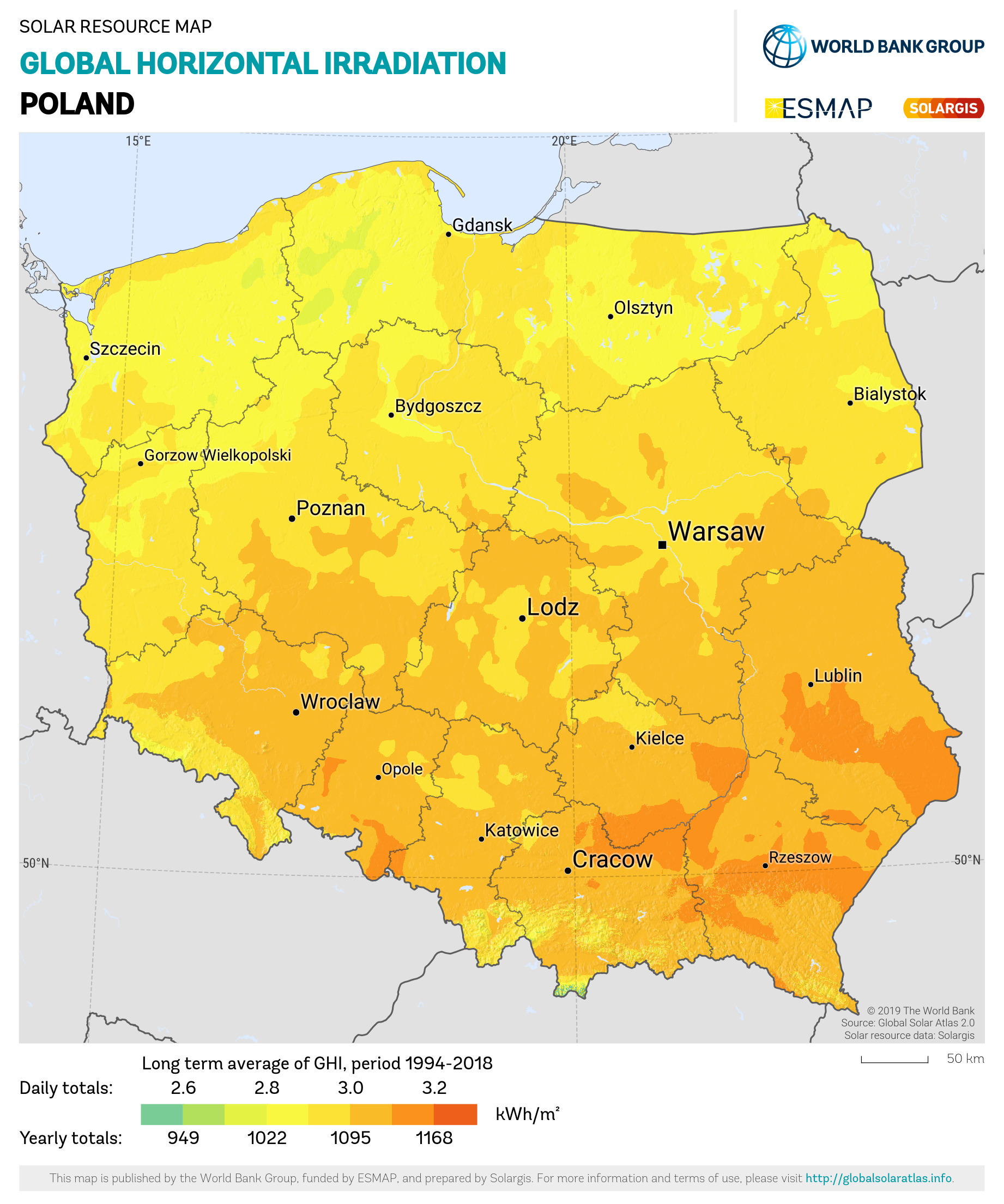
الإشعاع الشمسي في بولندا

كحال أغلب الدول الأوروبية بدأت بولندا بالاتجاه إلى استخدام الطاقة المتجددة بشكل عام والطاقة الشمسية بشكل خاص بنوعيه كالأنظمة الشمسية والطاقة الشمسية الحرارية. في نهاية عام 2012، كانت سعة محطات الطاقة الشمسية المتصلة بالشبكة قد تجاوزت حاجز 1.29 ميجاوات. وفي نهاية عام 2014، كانت بولندا قد استخدمت 1,700,000 متر مربع من المياه (18,000,000 متر مربع) كمجمع للطاقة الشمسية الحرارية لتوليد 1,200 ميجاوات من الكهرباء.
تأتي محطات الطاقة الشمسية الحرارية في المركز الثاني بعد محطات الغاز الحيوي في قائمة الطاقة المتجددة الأكثر استخداما في بولندا. وفي عام 2014 جاءت بولندا في المرتبة الرابعة في مبيعات الطاقة الشمسية في الأسواق الأوروبية.
وفقا لوكالة الشمسية البولندية، أنه بحلول يونيو 2016، تم تثبيت ما يقرب من 91,82 ميجاوات.

#### رومانيا
نجحت رومانيا في تثبيت 740.4 ميجاوات في عام 2013 بزيادة 15 ضعف عن ما تم تحقيقه في عام 2012. تمتلك رومانيا 210 يوم شمسي في السنة بمعدل إشعاع شمسي جيد يتراوح ما بين 1,000- 1,300 كيلووات ساعة لكل متر مربع في السنة. تتركز محطات الطاقة الشمسية في رومانيا في منطقة ساحل البحر الأسود، دوبروجيا واولتينيا.

#### روسيا

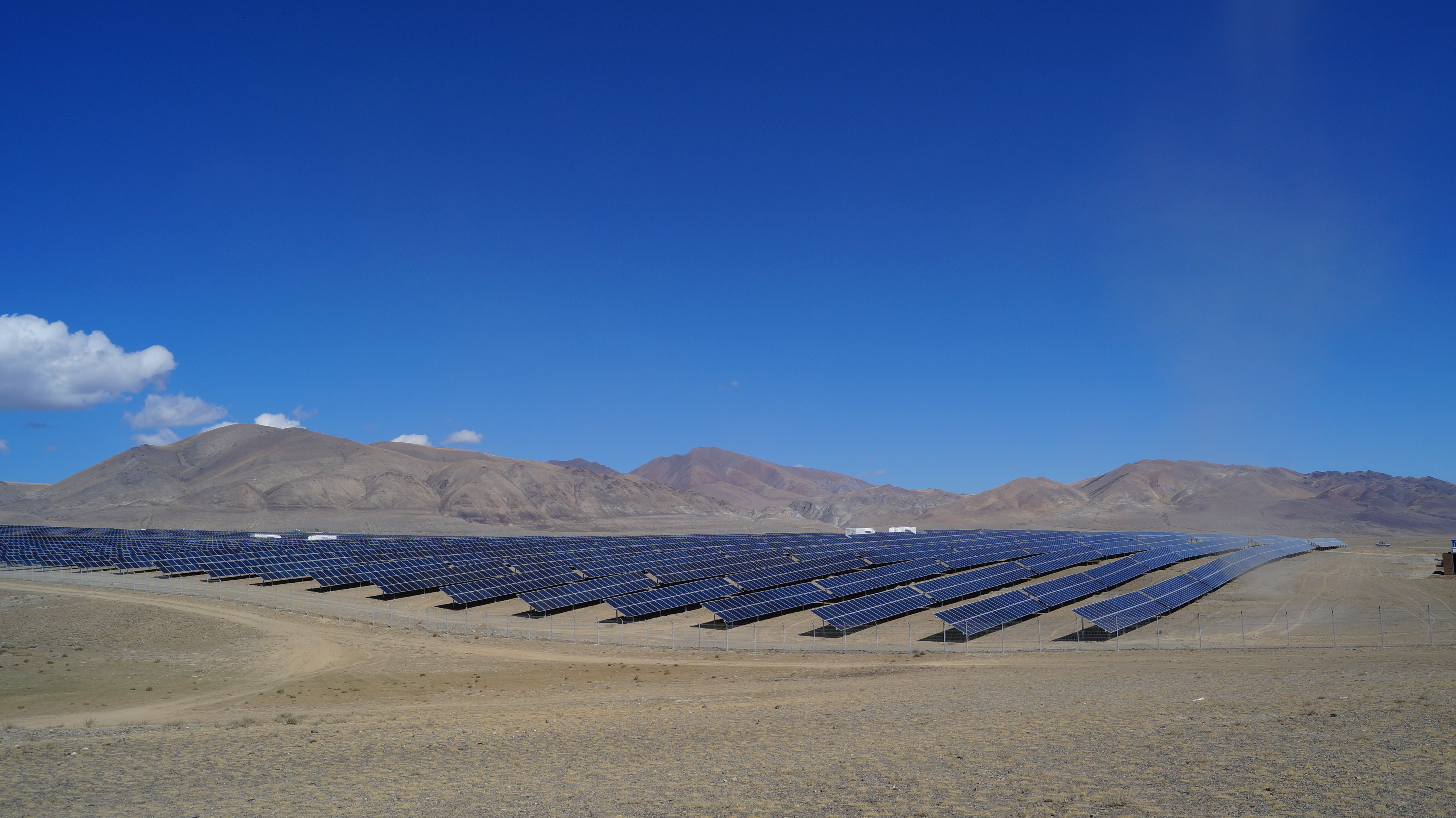
محطة للطاقة الشمسية في جمهورية ألطاي، روسيا.

التوليد الحالي للطاقة الشمسية في روسيا متواضع جدا وصل إلى 5 ميجاوات، ولكن هناك خطط لتثبيت 70 ميجاوات بحلول عام 2012-2013 بتكلفة تصل إلى 210 مليون دولار في مشروع مشترك بين روسنانو ورينوفا.

#### تركيا
في عام 2014، زادت الطاقة الكلية في تركيا من 40 ميجاوات إلى 58 ميجاوات بنهاية العام.

#### أوكرانيا

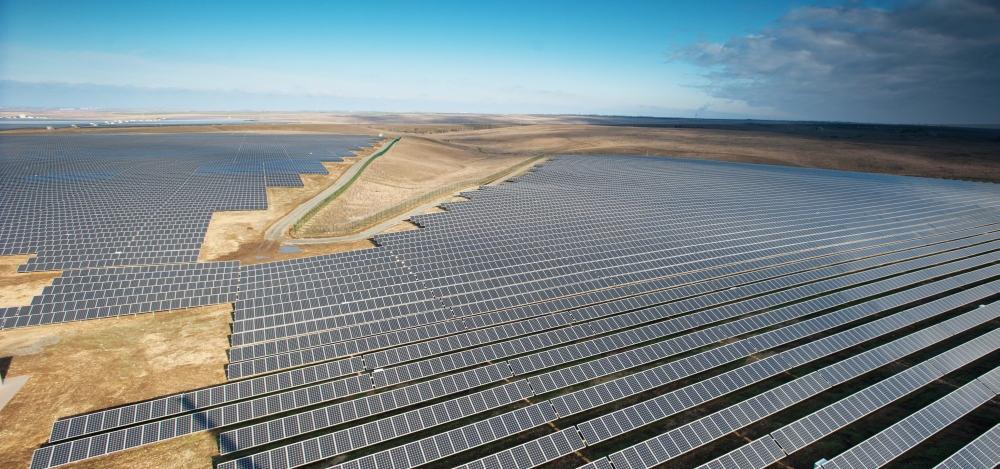
مزرعة بروفو للطاقة الشمسية

بدأت أوكرانيا من فترة قريبة بالاعتماد على الألواح الشمسية لتوليد الكهرباء اللازمة. ففي عام 2011، كان 90% من الكهرباء متولدة من الطاقة النووية والفحم. للحد من ذلك، بدأت أوكرانيا بالاعتماد على أحد أهم برامج الطاقة في العالم UAH 5.0509، حيث يصل سعر الكيلو وات إلى 0.46 يورو. ونجحت في نهاية عام 2011 بإنشاء مزرعة بروفو أكبر مزرعة طاقة شمسية في أوروبا بسعة إجمالية تصل إلى 100 ميجاوات.

### شمال أوروبا

#### الدنمارك

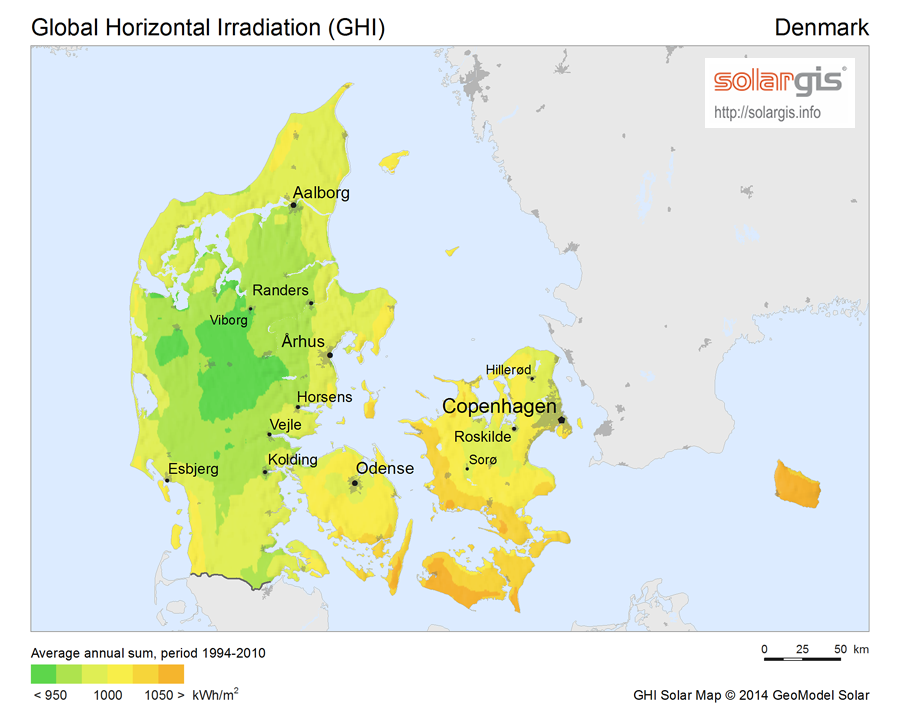
الإشعاع الشمسي في الدنمارك

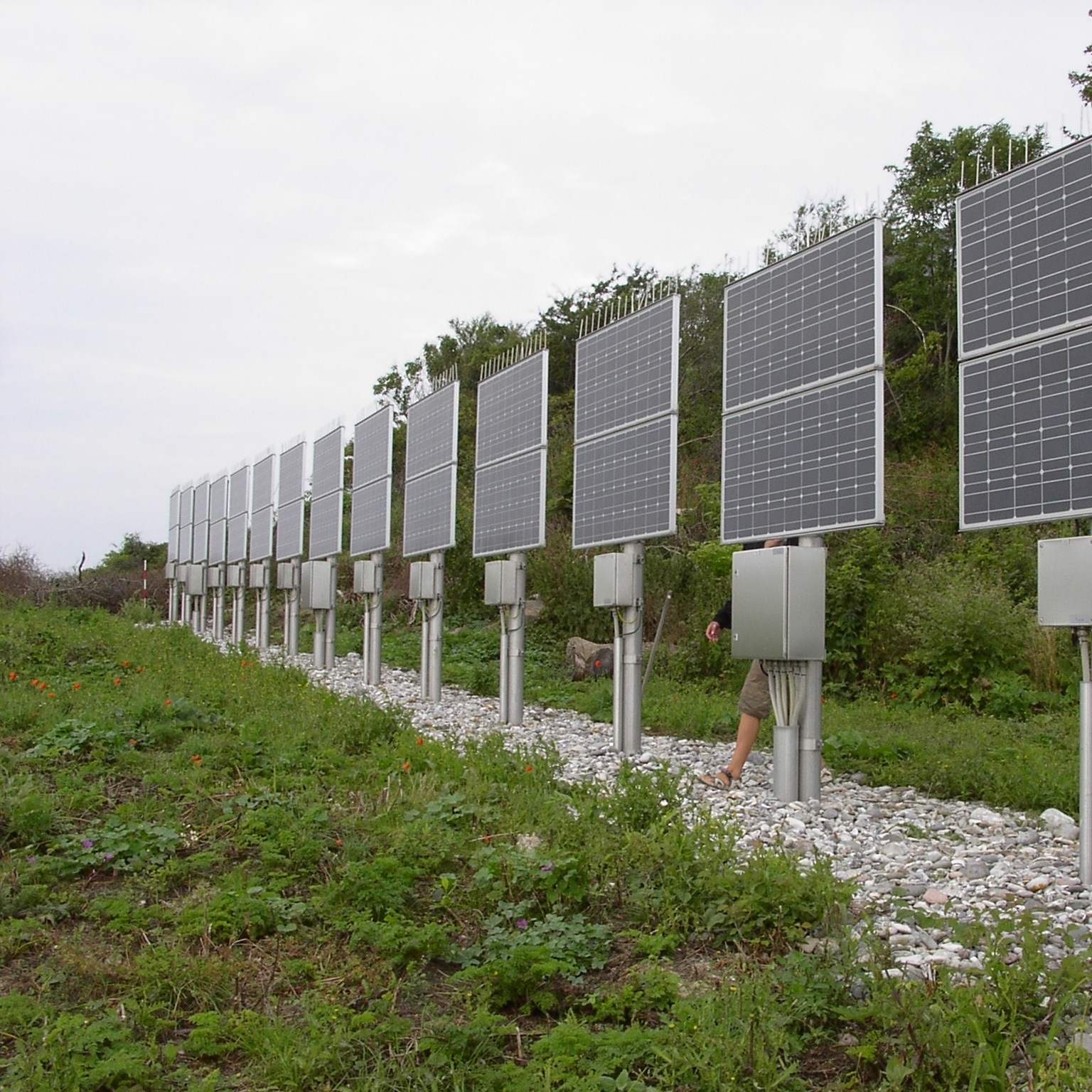
الخلايا الشمسية على جزيرة هيلم، الدنمارك

تهدف الدنمارك بحلول عام 2050 أن تصل نسبة الطاقة المتجددة فيها إلى 100%. الهدف المراد لعام 2020 وهو الوصول إلى 200 ميجاوات تم تحقيقة قبل 8 أعوام من السنة المحددة أي في عام 2012، ومنذ ذلك الحين يتم تثبيت 36 ميجاوات شهريا. وصلت السعة الكلية للطاقة الشمسية في الدنمارك إلى 790 ميجاوات في أواخر عام 2015. من المتوقع الوصول إلى 3400 ميجاوات بحلول عام 2030.

#### فنلندا

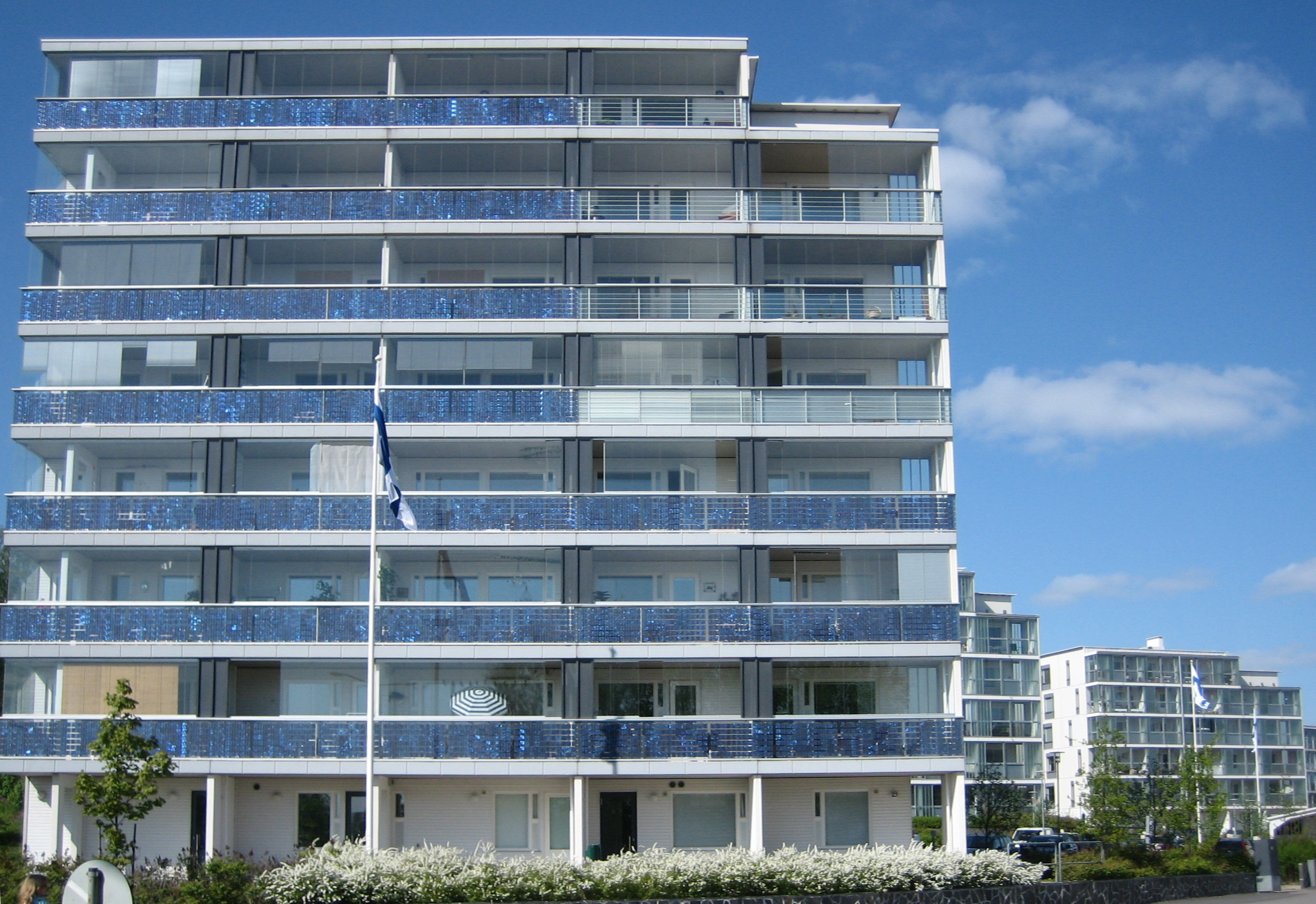
خلايا شمسية في مدينة هلنسكي، فنلندا.

يعتبر تسخين المياة هو أهم استخدام للطاقة الشمسية في فنلندا ثم يأتي بعد ذلك توليد الكهرباء. فباعتبارها بلد شمالي، فإن أيام الصيف لديها طويلة وأيام الشتاء قصيرة. فوق الدائرة القطبية الشمالية، قد لا تشرق الشمس لعدة أيام في الشتاء، بل وفي الصيف أيضا. بسبب أن زاوية سقوط الأشعة الشمسية قليلة، يتم وضع الألواح الشمسية في الجزء الجنوبي من المنازل عوضا عن تثبيتها على الأسطح كما هو الحال في أغلب الدول.
في الفترة ما بين عام 1993 وعام 1999 نجحت فنلندا في توليد ما يقرب من 1 جيجاوات ساعة، وبين عام 2000 و 2004 أنتجت 2 جيجاوات ساعة تقريبا، بينما في عام 2005 قامت بتوليد 3 جيجاوات ساعة. أما في عام 2012، وصلت سعة الطاقة الشمسية في فنلندا إلى 11 ميجاوات. في الفترة ما بين عام 1995 و 2010 تم استخدام حوالي 163000 متر مربع للتسخين الشمسي. في عام 2006، بلغت مساحة المنطقة المستخدمة 16493 متر مربع.
فنلندا ليست عضوا في أي برنامج للوكالة الدولية للطاقة، أو لرابطة الصناعات الكهربائية الضوئية الإسكندنافية.

#### ليتوانيا

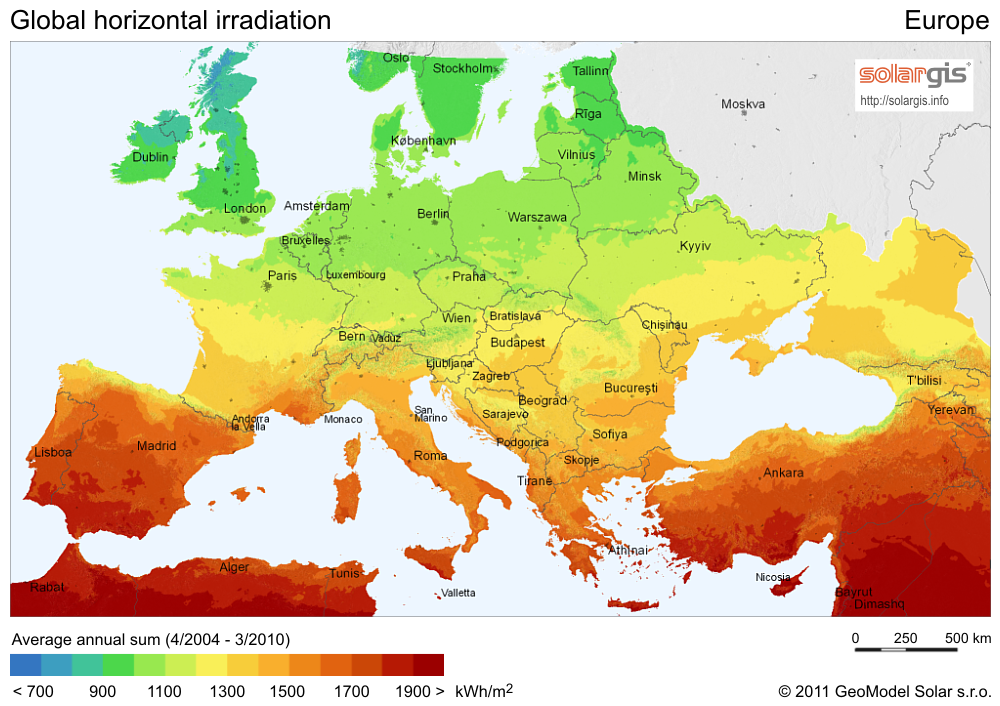
معدل الإشعاع الشمسي في قارة أوروبا

بدأت ليتوانيا حديثا بالاتجاه إلى الطاقة المتجددة خصوصا الطاقة الشمسية. ففي الأشهر التسع الأولى من عام 2013، قامت بتوليد 39 جيجاوات ساعة.
فتمتلك أكثر من 1,580 مشروع صغير بسعة إجمالية 59.4 ميجاوات، يتراوح سعة المشروع من عدة كيووات إلى 2,500 كيلووات. غير المحطات غير المتصلة بالشبكة.

#### المملكة المتحدة
في نهاية عام 2011، كانت هناك أكثر 230,000 مشروع طاقة شمسية في المملكة المتحدة، بسعة كلية 750 ميجاوات. بحلول فبراير 2012، وصلت السعة الكلية إلى 1,000 ميجاوات. لتنمو بعد ذلك سريعا في السنوات الأخيرة نتيجة لانخفاض تكلفة الألواح الشمسية (PV)، وإعادة تجديد التسعيرة في إبريل 2010. في عام 2012، أعلنت الحكومة أنه في خلال ثمان سنوات ستدخل تكنولوجيا الطاقة الشمسية أكثر من 4 ملايين منزل إنجليزي، وبحلول عام 2020 سيكون قد تم تثبيت 22,000 ميجاوات. في إبريل 2015، إرتفعت السعة الكلية لتصل إلى 6,562 ميجاوات من أكثر 698,860 منشآة.

### جنوب أوروبا

#### اليونان
بحلول سبتمبر 2013، وصلت السعة الكلية للطاقة الشمسية في اليونان إلى 2,523.5 ميجاوات بعد تثبيت حوالي 987.2 ميجاوات في الفترة ما بين يناير وسبتمبر لعام 2013 بالرغم من الأزمة المالية التي تمر بها البلد. تأتي اليونان في المرتبة الخامسة فيما يتعلق بنصيب الفرد من الطاقة الشمسية بالوات. ومن المتوقع أن تصل نسبة مشاركة الطاقة الشمسية في الشبكة الكهربية إلى 7% في عام 2014.
من المخطط إنشاء محطة للطاقة الشمسية في جزيرة كريت. بالإضافة إلى الأبحاث التي تهدف إلى خفض تكلفة الألواح الشمسية وزيادة كفاءتها. كما تهدف إلى زيادة عدد الأنظمة المنشأة على أسطح المنازل.

#### إيطاليا
بحلول نهاية 2010، كان هناك 155,977 محطة للطاقة الشمسية بسعة إجمالية 3,469.9 ميجاوات. إرتفعت أعداد المحطات والسعة الكلية في الفترة ما بين عام 2009 و 2010 نتيجة الحوافز العالية التي قام بها كونتو انيرجيا. ففي عامين فقط تضاعفت السعة ثلاثه أضعاف.
في عام 2010 تم توليد ما يقرب من 1,905.7 جيجاوات ساعة. لتصبح معدلات النمو سريعة جدا في السنوات الأخيرة ففي عام 2010 كان معدل النمو 182% بالمقارنة ب 251% في عام 2009. جاء أكثر من خمس إجمالي الإنتاج في عام 2010 من جنوب منطقة بوليا.
في ديسمبر 2012، وصلت السعة الكلية إلى 17 جيجاوات موفرة فرص عمل لأكثر من 100,000 فرد في تصميم الخلايا وتركيبها.

#### البرتغال

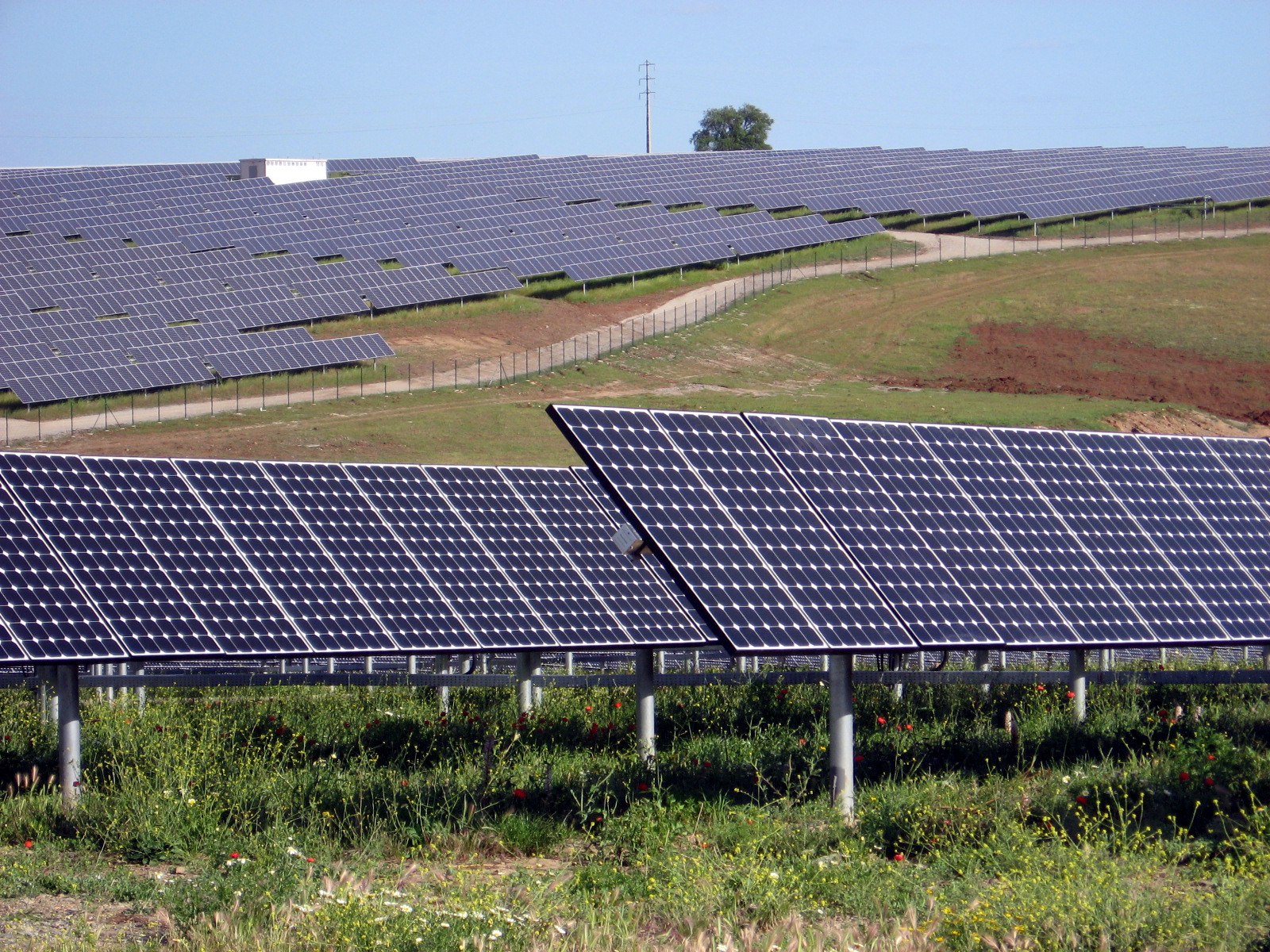
محطة سيربا للطاقة الشمسية في البرتغال،

تم الانتهاء حديثا من بناء محطة سيربا للطاقة الشمسية في البرتغال، أحد أكثر الدول الأوروبية المتعرضة للشمس. بلغت سعة المحطة 11 ميجاوات على مساحة 150 فدان (0.61 كيلومتر مربع) تضم المحطة 52,000 لوح شمسي على ارتفاع 2 متر من سطح الأرض لتظل المنطقة صالحة للرعي. يهدف المشروع إلى توفير الطاقة اللازمة لأكثر من 8,000 منزل ومنع 30,000 طن من انبعاثات غاز ثاني أكسيد الكربون سنويا.
تقع محطة مورا للطاقة الشمسية في بلدية مورا، منطقة ألنتيجو الداخلية، البرتغال. تتكون المحطة من مرحلتين، الأولى تم الانتهاء منها في 13 شهر وتسليمها في عام 2008، أما الثانية فتم تسليمها في عام 2010. بلغت تكلفة إنشاء المحطة حوالي 250 مليون يورو

#### اسبانيا

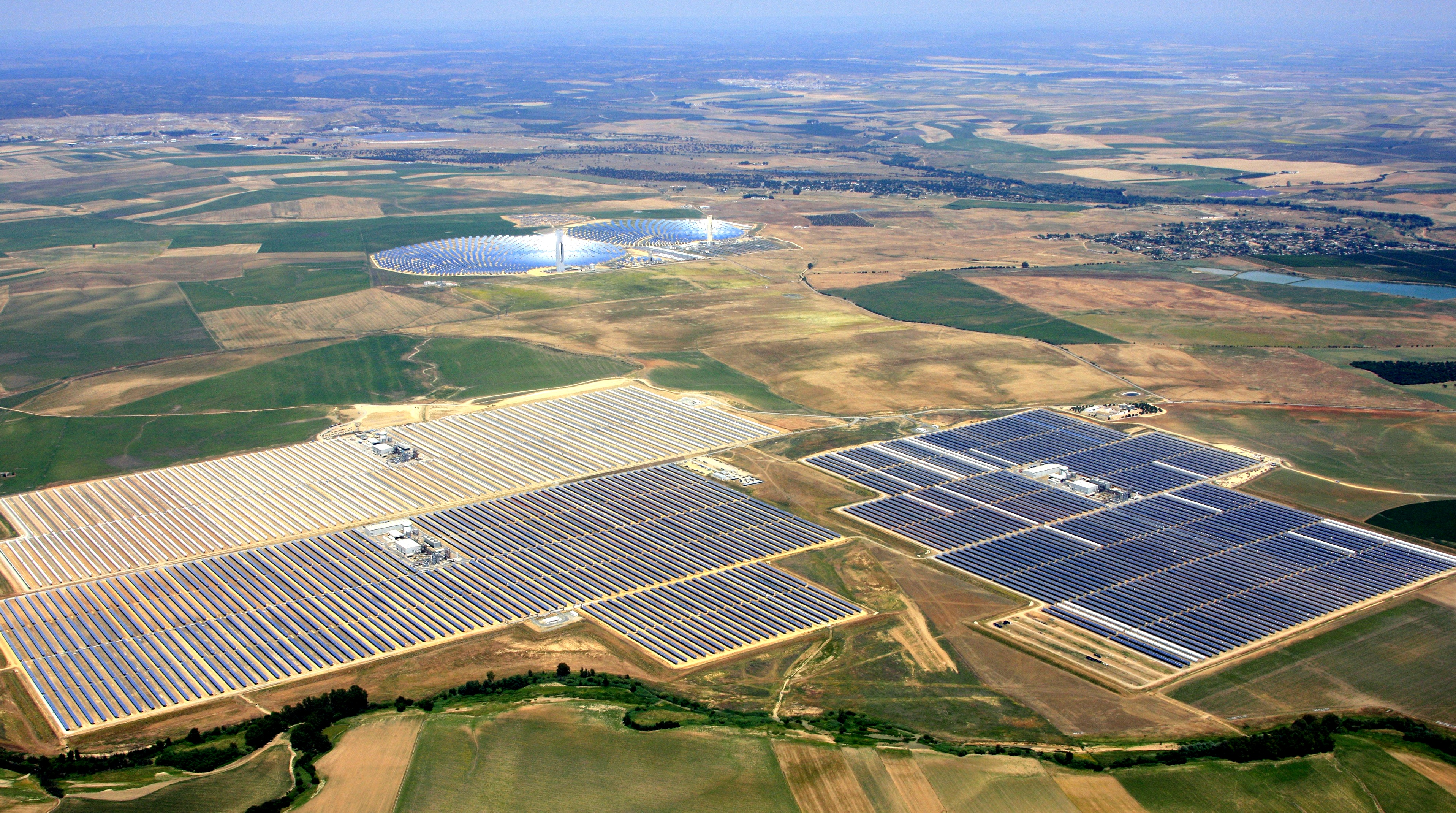
الوحدات الثلاثة الأولى لمحطة سلونوفا للطاقة الشمسية

تعتبر إسبانيا واحدة من أكثر الدول التي ساهمت في تطوير الطاقة الشمسية، حيث أن عدد ساعات ظهور الشمس لديها من أكبر عدد الساعات في أوروبا. أعلنت أسبانيا أن نسبة مشاركة الطاقة المتجددة سيصل إلى 12% بحلول عام 2010، وتثبيت 3000 ميجاوات من الطاقة الشمسية.
تحتل إسبانيا المركز الرابع في قائمة أكثر الدول إنتاجا للطاقة الشمسية وتقوم بتصدير 80% من إنتاجها إلى ألمانيا. في عام 2008، أعلنت أنها تستهدف الوصول إلى 2.6 جيجاوات، ثم أعلنت مرة أخرى ارتفاع الهدف إلى 3.5 جيجاوات. ليصل التوليد في نهاية عام 2010 إلى 4 جيجاوات، منتجة ما يقرب من 6.9 تيراوات ساعة، كافية لتغطية 2.7% من احتياجها للكهرباء.
أزال قرار وزاري صدر في مارس 2004 الحواجز الاقتصادية لربط تكنولوجيات الطاقة المتجددة بالشبكة الكهربية. بالإضافة للمرسوم الملكي رقم 436/2004 لتغيير تسعيرة وحدة الطاقة. لم يستمر دعم الحكومة الإسبانية طويلا، ففي أعقاب الأزمة المالية الشهيرة في 2008 أخفضت الحكومة دعهما للطاقة الشمسية وحددت زيادة 500 ميجاوات فقط سنويا.

### أوروبا الغربية

#### النمسا
وصلت السعة الكلية للطاقة الشمسية في النمسا حوالي 421.7 ميجاوات في نهاية عام 2012، بزيادة 234.5 ميجاوات عن العام السابق. معظم الطاقة متصلة بالشبكة. لطالما كان نمو الطاقة الشمسية في النمسا متواضعا لسنوات عديدة، على عكس العديد من الدول الأوروبية الأخرى كألمانيا وإيطاليا وإسبانيا الذين كانوا يسجلون أرقام قياسية عاما بعد عام حتى عام 2011. لينقلب الحال في عام 2012، حيث قامت النمسا بتثبيت ما يقرب من 200 ميجاوات في العام الواحد فيما كان السوق الأوروبي يمر بأزمة. تتوقع وكالة الطاقة الشمسية بأوروبا أن النمسا ستكون من أكثر الدول المؤثرة في سوق الطاقة الشمسية العالمي في السنوات القليلة القادمة.

#### بلجيكا
في أكتوبر 2009، أعلنت مدينة أنتويرب عن نيتهم في إستغلال مساحة 2,500 متر مربع لبناء ألواح شمسية على أسطح المنازل والمباني العامة لتوليد 265,000 كيلووات ساعة في العام.
في ديسمبر 2009، أعلنت كاتون نات عن نيتهم في تثبيت ألواح شمسية على مساحة 800,000 متر مربع في أماكن مختلفة مثل أنتويرب. ومن المتوقع أن تصل نسبة النمو في المنطقة الفلمنكية إلى 25% لتكون المنطقة الأكثر نموا في أوروبا، بتكلفة كلية 166 مليون يورو.

#### فرنسا

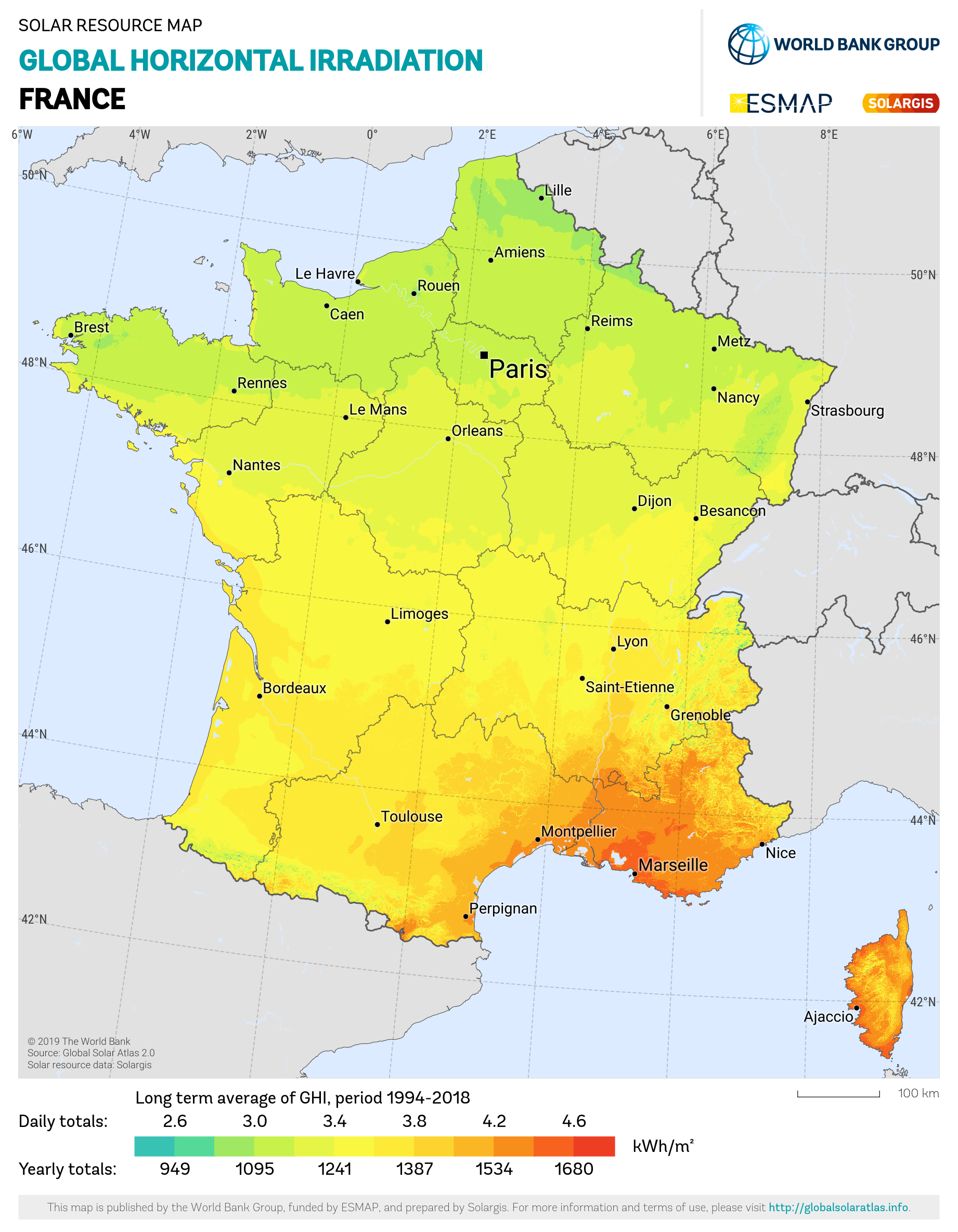
الإشعاع الشمسي في فرنسا

نمت الطاقة الشمسية في فرنسا بشكل هائل فوصل التوليد إلى أكثر من 4000 جيجاوات ساعة سنويا. في عام 2013، زادت السعة الكهربية بمقدار 613 ميجاوات من الطاقة الشمسية فقط. بما يعادل 45% من الزيادة في السنة السابقة، حينما تم إضافة 1115 ميجاوات. بنهاية مارس 2015، وصلت السعة التراكمية للطاقة الشمسية إلى ما يقارب 5.2 جيجاوات، بعد إضافة 223.22 ميجاوات إلى شبكة الطاقة في الربع الأول من نفس العام. وبذلك أصبحت فرنسا في المركز السابع في قائمة أكثر الدول إنتاجا للطاقة الشمسية بعد ألمانيا، والصين، وإيطاليا، واليابان، والولايات المتحدة وإسبانيا.
وصل عدد المنشآت التي أنجزت ينهاية عام 2011 إلى 242295 منشأة، 0.2% فقط فوق 250 كيلو وات، بنصيب 38.6% من عدد المنشأت. بينما كان 89.1% أقل من 3 كيلو واتأو أقل برصيد 20.3% من عدد المنشأت الكلي.

#### ألمانيا

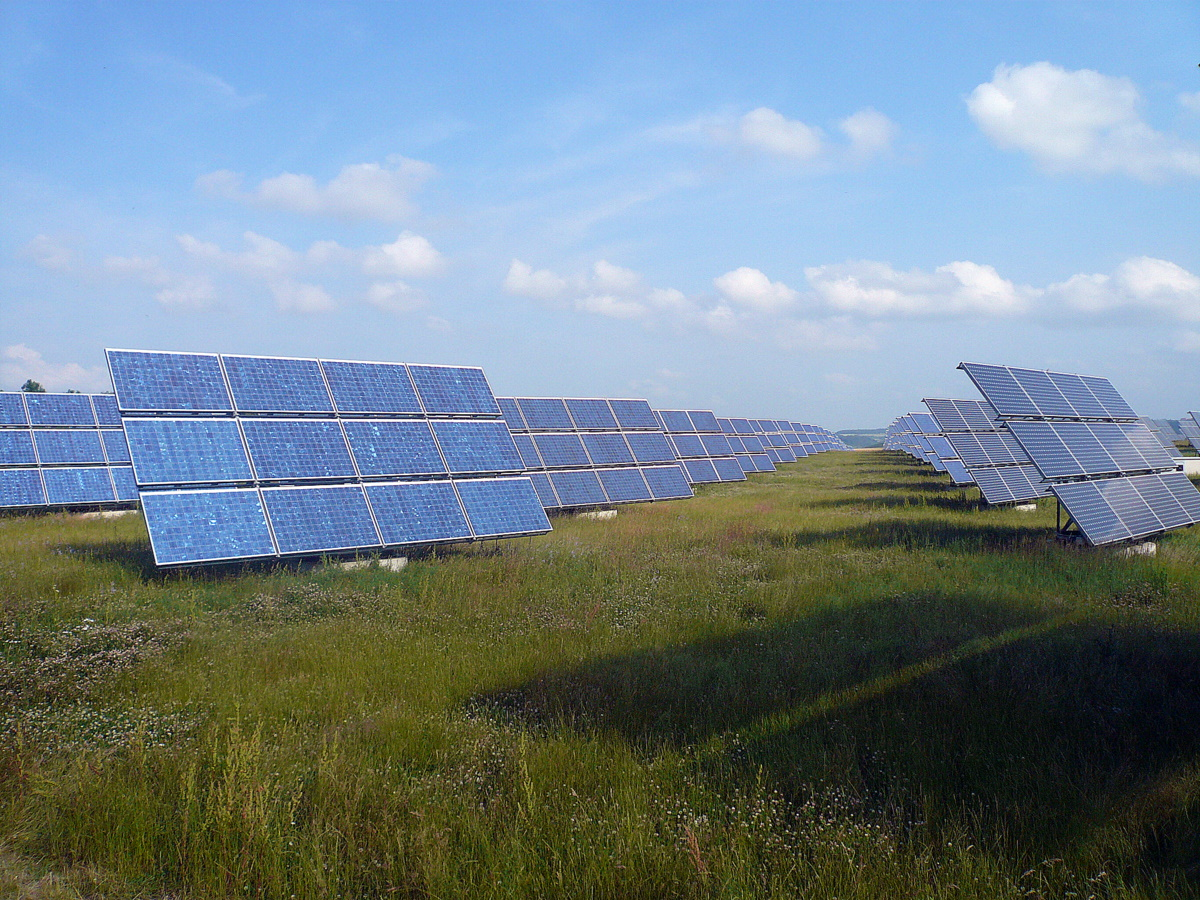
محطة إيراسي للطاقة الشمسية في بافاريا، ألمانيا

تربعت ألمانيا على قمة دول العالم المنتجة للطاقة الشمسية منذ عام 2005 لأكثر من سبع سنوات برصيد توليد وصل إلى 36 جيجاوات في فبراير 2014. لتصل نسبة مساهمة الطاقة الشمسية في ذلك العام إلى 6% من إجمالي إنتاج الكهرباء في الشبكة الكهربية. على الرغم من انتهاء فترة الازدهار في عام 2012 وانخفاض السوق الوطني للطاقة الشمسية في ألمانيا نتيجة التعديلات في قانون الطاقة المتجددة (EEG) الذي ينص على أن تخفيض تسعيرة وحدة الطاقة، وضع قيود على المنشآت لكي لا تزيد سعتها عن 10 ميجاوات.
يضمن التعديل الجديد لقانون (EEG) المساعدات المالية بشرط أن لا تزيد السعة الكلية للبلد لم تصل إلى 52 جيجاوات. كما حدد حجم الزيادة السنوية ليتراوح ما بين 2.5 - 3.5 جيجاوات. كما نص على أن تكون نسبة مشاركة الطاقة المتجددة يتراوح ما بين 40 - 45 ٪ في الشبكة الكهربائية بحلول عام 2025، ومن 55-60% بحلول عام 2035.
في الفترة ما بين عامي 2010 و 2012 تم تثبيت ما يقرب من 22 جيجاوات، بما يعادل ثلث السعة في ذلك الوقت.
توجد العديد من محطات الطاقة الشمسية كبيرة الحجم في ألمانيا مثل سينفتينبيرج سولار بارك، فينستيروالدي سولار بارك، محطة ليبروز للطاقة الشمسية، محطة ستراسكيرشن الشمسية، ومحطة فالدبولينتز للطاقة الشمسية وكيوتين سولار بارك.

#### هولندا

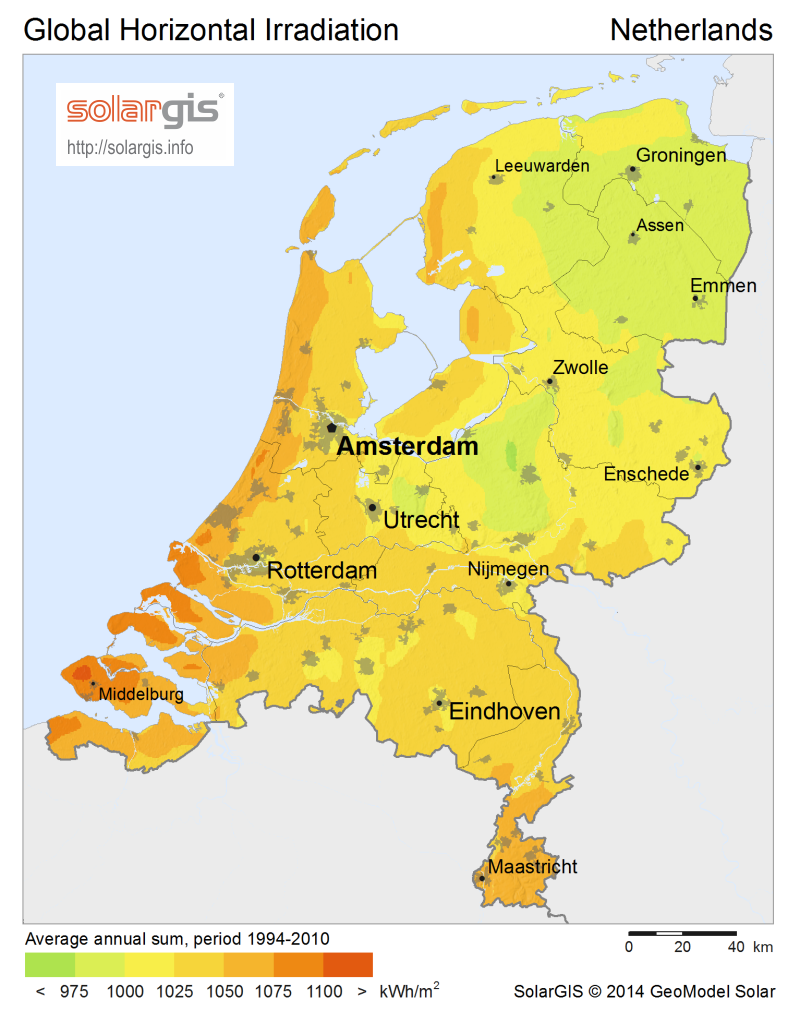
الإشعاع الشمسي في هولندا.

كان أكبر تثبيت للطاقة الشمسية في هولندا عام 2002 عندما نجحت في تثبيت 2.2 ميجاوات في هارلمرمير، في عام 2011، تم تثبيت 500 كيلو وات على أسطح محطة روتردام المركزية. في عام 2015 تم البدء في إنشاء محطة خلايا شمسية بسعة 6 ميجاوات على جزيرة أمالاند.

#### سويسرا

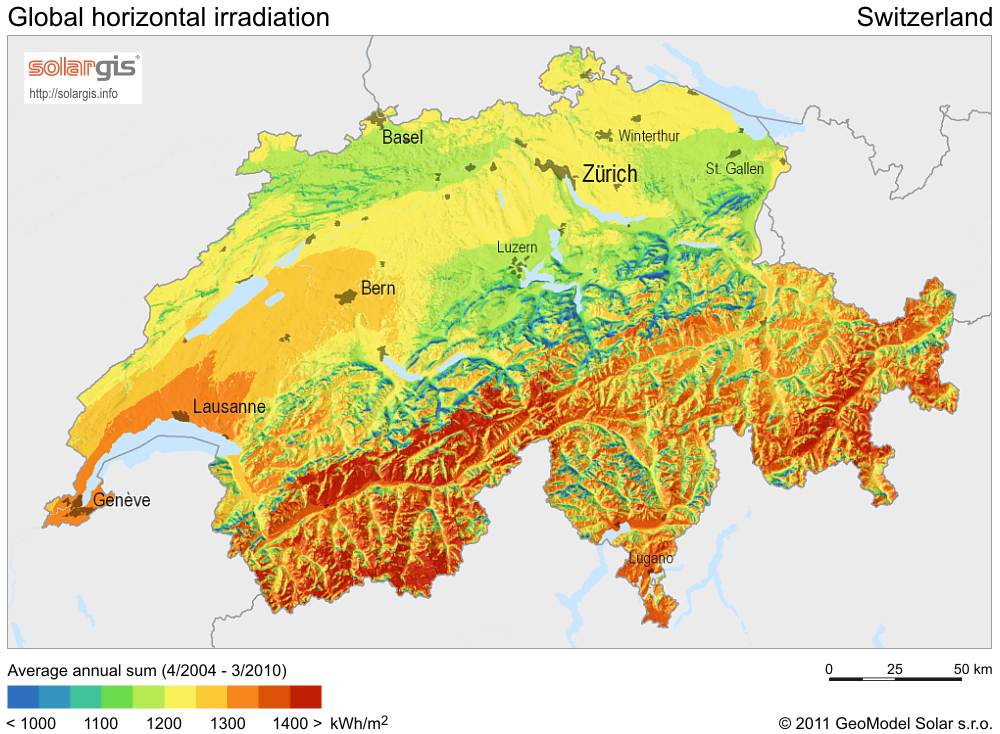
الإشعاع الشمسي في سويسرا.

نمت الطاقة الشمسية في سويسرا نموا سريعا في السنوات الأخيرة الماضية بسبب انخفاض تكلفة الإنشاء والتسهيلات التي قامت بها الحكومة لتشجيع الإستثمار في هذا المجال. في عام 2013، زادت السعة التراكمية 69٪ ووصلت تقريبا إلى 730 ميجاوات، تدخل الطاقة الشمسية في حوالي 0.8٪ في التطبيقات غير الكهربائية للبلد بتقدير 544 جيجاوات ساعة.
قديما، كانت سويسرا إحدى الدول الرائدة في مجال الطاقة الشمسية في فترة الثمانينات وأوائل التسعينات، لكن منذ ذلك الحين فقدت إيقاعها السريع وسبقها جيرانها مثل إيطاليا وألمانيا. ولكن مع إغلاق محطات الطاقة النووية، فإن سوق الكهرباء السويسري يمر حاليا بأكبر تغيير له في التاريخ.

## أمريكا الشمالية

### كندا
كانت محطة سارنيا للطاقة الشمسية بالقرب من سارنيا، أونتاريو في سبتمبر 2010 المحطة الأكبر في العالم بسعة وصلت إلى 80 ميجاوات. حتى سبقته محطة في الصين. تم إنشاء المصنع على مساحة 950 فدان (380 هكتار) تحتوي المحطة على 1.3 مليون خلية شمسية رفيعة على مساحة 966,000 متر مربع (96.6 هكتار). وصل الإنتاج السنوي للطاقة ما يقرب من 120,000 ميجاوات ساعة ما يمنع انبعاث 39,000 طن من غاز ثاني أكسيد الكربون.
لدى كندا العديد من المناطق قليلة السكان ولكن يصعب الوصول إليها، غير معرضة لأشعة الشمس بشكل جيد نظرا لمرور البلد على خطوط عرض عليا. في الفترة الأخيرة بدأ استخدام الخلايا الشمسية كوحدات مستقلة غير متصلة بالشبكة تستخدم لتوليد ونقل الكهرباء في المناطق النائية، معدات الاتصال السلكية واللاسلكية، محطات رصد الغاز الطبيعي والأجهزة الملاحية. نمى سوق الطاقة الشمسية الكندي بسرعة كبيرة في الآونة الأخيرة، قامت فيها الشركات الكندية بصنع خلايا شمسية، أدوات تحكم، مضخات مياة متخصصة، نظم إضاءة وثلاجات عالية الكفاءة. تعتبر أونتاريو من أكثر المدن الداعمة لنمو الطاقة الشمسية.
توجد أهم تطبيقات الخلايا الشمسية في المجتمعات الشمالية، والتي تعتمد بشكل كبير على وقود الديزل عالي التكلفة في توليد الكهرباء.من سبعينات القرن الماضي، شجعت الحكومة الإتحادية والصناعية تطوير تكنولوجيات الطاقة الشمسية لهذه المجتمعات. تم تركيز أغلب الجهد على تطوير النظم الهجينو التي توفر الطاقة 24 ساعة في اليوم، باستخدام الطاقة الشمسية عندما تتوفر أشعة الشمس، بالاقتران مع مصدر آخر للطاقة.

### المكسيك
كانت المكسيك أكبر منتج للطاقة الشمسية في أمريكا اللاتينية حتى فترة قريبة قبل أن تتجاوزها تشيلي. تخطط تشيلي لبناء محطة مركبة سعة الطاقة الشمسية فيها 30 ميجاوات مع توربينه غاز بقدرة 400 ميجاوات لتوفير الكهرباء اللازمة لمدينة أغوا بريستا، سونورا. لتمويل هذا المشروع أخذت كندا قرض بلغت قيمته 50 مليون دولار أمريكي من البنك الدولي.

### الولايات المتحدة
تزامن انخفاض تكلفة إنشاء محطات الطاقة الشمسية مع النمو السريع في تكنولوجيا الطاقة الشمسية. ففي نهاية عام 2015، وصلت السعة الكلية إلى 27 جيجاوات ( 25.6 جيجاوات طاقة شمسية، 1.8 جيجاوات طاقة شمسية مركزة). تتوقع رابطة صناعات الطاقة الشمسية الأمريكية أنه سيتم إضافة ما يقرب من 90 جيجاوات من الطاقة الشمسية في الست سنوات القادمة، لتتجاوز السعة الكلية حاجز 100 جيجاوات بحلول عام 2021.
تشير إحصائيات إدارة معلومات الطاقة في الولايات المتحدة أن نسبة مشاركة الطاقة الشمسية قد وصل إلى 0.65% من إجمالي الطاقة الكهربائية في عام 2015، أعلى مما تم تحقيقة في عام 2005 بحوالي 0.01%. يختلف إنتاج الطاقة الشمسية من ولاية إلى أخرى على حسب معدل الإشعاع الشمسي فعلى سبيل المثال تتجاوز نسبة مشاركة الطاقة الشمسية في ولاية كاليفورنيا 7%.
ألزمت الحكومة 29 ولاية على استخدام الطاقة المتجددة والوصول لهدف محدد بحلول أكتوبر 2015، تم إضمان الطاقة الشمسية في 20 ولاية منهم. وكنتيجة لذلك تم إنشاء ما يقرب من 784,000 نظام شمسي على أسطح المنازل والمباني العامة في الربع الثاني من عام 2015.

## أوقيانوسيا

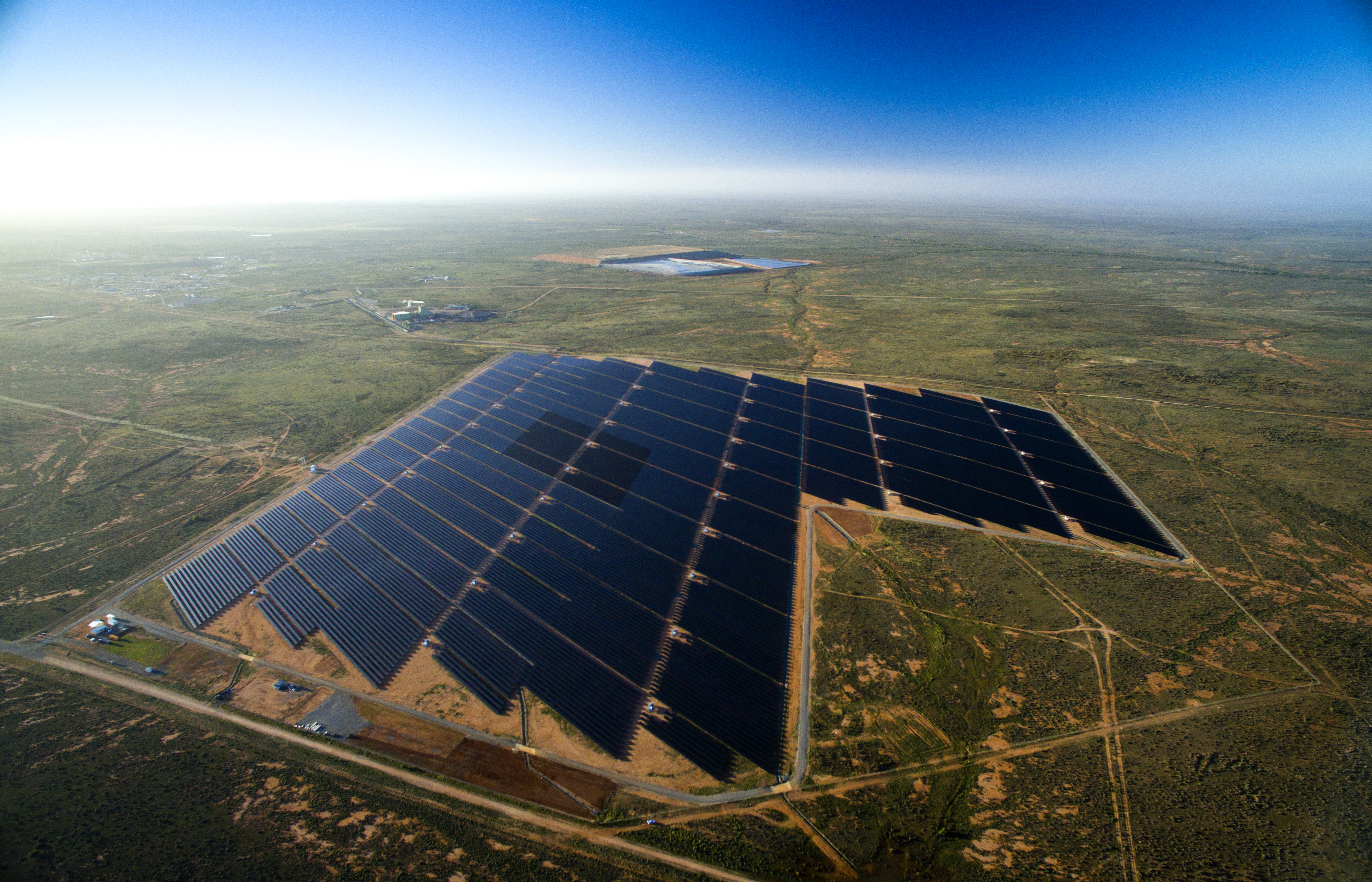
محطة الطاقة الشمسية في بروكن هيل

تعهد عدد لا بأس به من جزر المحيط الهادئ برفع استخدامهم للطاقة الشمسية، وأنها ستصبح مثال للبلاد الأخرى لتقليل اعتمادهم على الوقود الحفري عالي الثمن. تم تمويل عدد كبير من محطات الطاقة الشمسية من قبل اليابان، نيوزيلندا، والإمارات العربية المتحدة. تم ربط العديد من محطات الطاقة الشمسية بالشبكة الكهربية في توفالو، وفيجي، وكيريباتي. تم توقيع اتفاقية تعاون مشترك بين الجزر ومؤسسة مصدر التابعة لدولة الإمارات العربية المتحدة في عام 2016 تضمن توليد 1 ميجاوات في جزر سليمان، 500 كيلو وات في ناورو، 600 كيلو وات في جزر مارشال، 600 كيلو وات في ميكرونيزيا غير محطة مركبة (ديزل وطاقة شمسية) في بالاو. كما تم إنشاء محطة سامو الأمريكية بسعة 2 ميجاوات في مطار باغو باغو.

### أستراليا
وصلت السعة الكلية للطاقة الشمسية في استراليا في يونيو 2016 إلى ما يقرب من 5,400 ميجاوات. تقع أكبر محطة للطاقة الشمسية في أستراليا في نيجنان بسعة 100 ميجاوات التي كانت تعتبر المحطة الأكبر في نصف الكرة الجنوبي عندما تم الانتهاء من إنشاءها. كما توجد مزرعة موري للطاقة الشمسية بسعة 56 ميجاوات، محطة هيل للطاقة الشمسية بسعة 53 ميجاوات، مزرعة رويالا بسعة 20 ميجاوات، مزرعة نهر جرينرو بسعة 10 ميجاوات بالقرب من جيرالدتون، غرب أستراليا.
تم إنشاء محطة طاقة شمسية حرارية بسعة 9 ميجاوات في محطة ليديل للطاقة. تستخدم المحطة نظام عاكس للأشعة الشمسية تم تطويرة في أستراليا. حيث يتم توجية البخار المتولد من الطاقة الشمسية إلى سخان للفحم بقدرة 600 ميجاوات. بسبب أضرار الفحم تم تحويل المحطة في بداية عام 2016 إلى محطة بوست بسعة 40 ميجاوات.

### نيوزيلندا
لم تتجاوز نسبة مشاركة الطاقة الشمسية في نيوزيلندا 0.1% بسبب تركيز الحكومة على الطاقة الكهرمائية، الطاقة الحرارية الأرضية وطاقة الرياح كأهم مصادر الطاقة المتجددة. تم تركيب أنظمة للطاقة الشمسية في 42 مدرسة في نيوزيلندا وفقا لبرنامج شولجين، وهو برنامج تم تطويره لتعليم الطلاب عن تكنولوجيا الطاقة الشمسية. تمتلك كل مدرسة لوحة شمسية بسعة 2 كيلو وات. في الفترة بين فبراير 2007 و 29 ديسمبر 2012 تم توليد ما يقرب من 395.714 ميجاوات.
في عام 2010، تم إنشاء أكبر مزرعة شمسية في نيوزيلندا تعمل بالألواح الشمسية الرفيعة بسعة 20 كيلو وات في هوبارد للأطعمة. بينما تم إنشاء نظام شمسي في كوينزتاون في عام 2009. في إبريل 2012، تم إنشاء أكبر محطة للطاقة الشمسية بسعة 68.4 كيلو وات لتوفير 70% من الكهرباء اللازمة في جنوب أوكلاند.

## أمريكا الجنوبية
في الآونة الأخيرة بدأت العديد من بلدان أمريكا الجنوبية بالاهتمام بالطاقة الشمسية مثل شيلي وبيرو.

### البرازيل

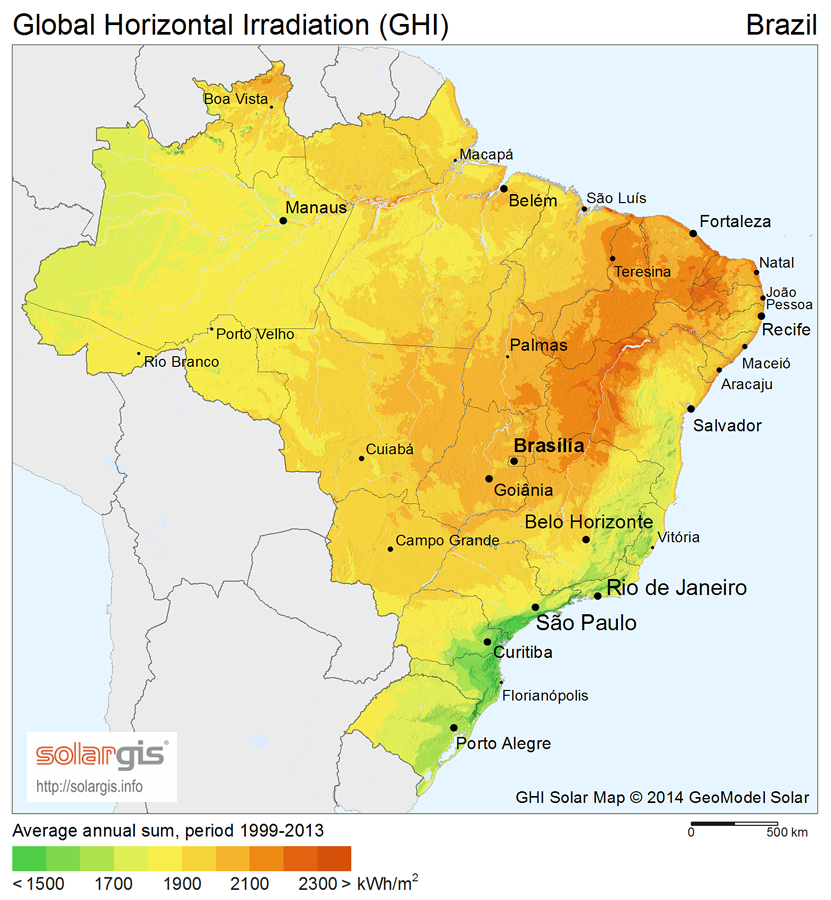
معدل الإشعاع الشمسي في البرازيل

كان هدف البرازيل هو الوصول إلى 69 ميجاوات بنهاية عام 2015 وتغطية احتياج 0.01% من احتياج سكانها للكهرباء. تم الإعلان في نوفمبر 2015 عن وجود 1,300 نظام شمسي فقط متصل بالشبكة وأنه بحلول عام 2024 سيكون قد تم الانتهاء من توصيل 1.2 مليون نظام.
تمتلك البرازيل واحدا من أعلى معدلات الطاقة الشمسية في العالم، فيتراوح معدلها اليومي من 4.25 إلى 6.5 ساعة.

### تشيلي
تم افتتاح محطة روميرو للطاقة الشمسية في نوفمبر 2016 في فالينار في منطقة أتاكاما. لتصبح بذلك أكبر مزرعة للطاقة الشمسية في أمريكا اللاتينية في ذلك الوقت.
في النصف الأول من عام 2015، وصلت سعة الطاقة الشمسية في تشيلي إلى 546 ميجاوات، غير محاولة تثبيت 1,647 ميجاوات.

## أمريكا الوسطى ومنطقة البحر الكاريبي

### أمريكا الوسطى
دخلت أغلب دول أمريكا الوسطى سوق الطاقة الشمسية في عام 2014. وبحلول عام 2015 وصلت السعة الكهربائية في كلا من هندوراس إلى 460 ميجاوات، غواتيمالا (98 ميجاوات)، بنما (62 ميجاوات).

### منطقة البحر الكاريبي
بدأت أغلب جزر البحر الكاريبي بالاتجاه إلى بناء محطات الطاقة الشمسية مثل جمهورية الدومينيك، جامايكا، سانت كيتس ونيفيس، هايتي وبربادوس.

#### جمهورية الدومينيك
توجد بجمهورية الدومينيك أكبر محطة للطاقة الشمسية في منطقة البحر الكاريبي بسعة 33.5 ميجاوات. كما توجد خطة لرفع سعتها لإنتاج 51,000,000 كيلو وات ساعة في السنة.

#### جامايكا
في عام 2014، تم تثبيت نظام شمسي بسعة 1.6 ميجاوات في منتجع على شاطئ بحر، بالقرب من العاصمة الرعية لوكيا في أبرشية هانوفر. تم تطويرها من قبل سوفوس جامايكا، لتبقى هي المحطة الأكبر في جامايكا حتى عام 2015 عندما تم إنشاء محطة أبرشية كلاريندون بسعة 20 ميجاوات.
لا يوجد قاعدة بيانات مؤكدة لمعرفة السعة الكلية للطاقة الشمسية في جامايكا أو نسبة مساهمة الطاقة الشمسية في الشبكة الكهربائية، ولكن المعلومات على الإنترنت يذكر أن في منتصف عام 2015، كان هناك أكثر من 3.7 ميجاوات متصلة بالشبكة، 1.6 ميجاوات على أسطح المنازل وحوالي 500 كيلو وات تجاري في العاصمة كينغستون.